# Монеты США

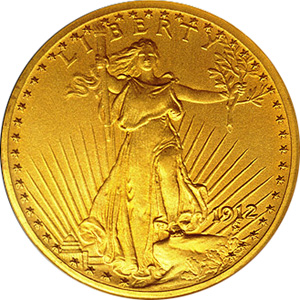
20 долларов Сент-Годенса — одна из самых дорогих монет США

Моне́ты США — монеты, чеканящиеся на Монетном дворе США. Выпускаются с 1792 года по сегодняшний день.
На вторую половину 2010 года в широком обращении находятся монеты номинальной стоимостью:
- 1 цент (1 ¢) — обиходное название пенни (англ. penny);
- 5 центов (5 ¢) — обиходное название никель (англ. nickel);
- 10 центов (10 ¢) — в обиходе и в качестве обозначения номинала используется название дайм (англ. dime — происходит от французского слова XVIII столетия disme, обозначавшего «десятина» или «десятая часть»; русский аналог — гривенник);
- 25 центов (25 ¢) — в обиходе и в качестве обозначения номинала используется название квотер (англ. quarter — рус. четверть; аналог — четвертак или полуполтина);
- 1 доллар ($1) — обиходное название бак (англ. buck).

50-центовые монеты (в обиходе и в качестве обозначения номинала используется название хаф; англ. half — рус. половина; аналог — полтина) чеканят небольшими тиражами (в основном для коллекционеров) и лишь незначительное количество попадает в обращение.
Чеканят также памятные, юбилейные и инвестиционные монеты.

## Дофедеральные и особые выпуски

### Колониальная чеканка и местные выпуски
До введения общеамериканской денежной системы на территории будущих США обращались следующие монеты:
- серебряные монеты Массачусетса (1652—1662)
- монеты штатов до 1776 года (1652—1774)
- частные и региональные выпуски (1616—1766)
- монеты французских колоний (1670—1767)
- монеты штатов после 1776 года (1776—1788)
- частные и региональные выпуски после 1776 года (1778—1820)
- токены с портретом Вашингтона (1783—1800)[3]
- центы Fugio (1787), en:Fugio Cent

### Токены, частные и местные выпуски федерального периода
Наряду с общефедеральной денежной системой периодически, для восполнения нехватки разменной монеты во время кризисов, выпускались токены как суррогаты разменной монеты. Среди ходивших в США наибольшую известность получили следующие выпуски:
- токен трудных времён — токены, выпускавшиеся во время кризиса 1837—1844 гг.
- цент Фейхтвангера — первая попытка ввести никелевые монеты в США
- токен Гражданской войны

В связи со случаями злоупотреблений (в частности, отказами лиц и компаний, выпускавших токены, от их обмена на ходячие деньги), Конгресс США сначала ввёл государственную монополию на чеканку монет, а в 1864 г. — также уголовную ответственность за чеканку и распространение негосударственных денежных суррогатов.

### Частные инвестиционные выпуски
Как до, так и после запрета известны несколько случаев чеканки в частном порядке золотых (иногда серебряных) инвестиционных монет, из которых известны следующие:
- золотые монеты Тепмплтон-Рида (Джорджия, 1830—1849)
- монеты Бехтлера (Северная Каролина и Джорджия) (1831—1850)
- калифорнийские золотые монеты (1849—1855), (1852—1882)
- орегонские золотые монеты (1849)
- золотые монеты мормонов (1849—1860)
- колорадские золотые монеты (1860—1861)
- монеты Alaska Rural Rehabilitation Corp. (1935)
- серебряные доллары Лешера (Колорадо) (1900—1901)

Последние подобные выпуски датируются началом 20 века. Формально эти монеты не нарушали законодательство, так как не предназначались для оборота. Причиной их чеканки было то, что в годы золотой лихорадки самородное золото и серебро быстро обесценивалось и скупалось у старателей за бесценок, тогда как номинал, отчеканенный на инвестиционной монете, гарантировал покупателю, что он сможет вернуть по крайней мере эту сумму (сами монеты обычно продавались чуть дороже номинала).

## Монеты и денежные системы
Монетный акт 1792 года, определявший законодательную основу чеканки денег в США, вводил денежную систему биметаллического оборота. Законодательно закреплялось соотношение цены золота к серебру как 1 к 15. Любой человек мог принести на монетный двор золотой или серебряный слиток, из которого чеканилось соответствующее количество монет.
Биметаллизм не отвечал потребностям рыночного обмена. Установленные государством твёрдые соотношения стоимости золота и серебра не всегда соответствовали действительности. Колебание цены золота по отношению к серебру вызывало нестабильность денежного оборота. Срабатывал закон Грешема, согласно которому «худшие деньги вытесняют из обращения лучшие». Так, при повышении цены на золото предприимчивые люди выводили из оборота золотые монеты, затем их переплавляли и обменивали на серебряные слитки. Последние затем обменивались на соответствующее количество серебряных монет, которые вновь обменивались на золотые по номинальной стоимости. При повышении цены на серебро из обихода выводились серебряные монеты.
Соотношение золота к серебру периодически пересматривалось. Согласно монетному акту 1834 года цена золота относительно серебра устанавливалась на уровне 1 к 16. В 1853 году она составила 1 к 15,5. Колебания курса приводили к появлению монет новых типов. Изменения в дизайне происходили при каждом изменении массы монеты.
Монетный акт 1873 года, вошедший в историю как «преступление 1873-го» (англ. The Crime of 1873), де-факто положил конец биметаллизму в США. Существовавшая с 1792 года денежная система была заменена золотомонетным стандартом. Отказ от предыдущей системы предполагал, что серебро становится по своей сути товаром. Доллар мог свободно обмениваться на 1,67 г 90%-го золота. Переход на новую денежную систему не был безболезненным. Последовавшее повышение цены золота относительно серебра вызвало ряд макроэкономических процессов — дефляцию, повышение роста безработицы (вплоть до 18 % в 1894 году) и др. Возврат к биметаллизму стал одним из основных пунктов предвыборной программы проигравшего кандидата в президенты от демократической партии Уильяма Брайана на выборах 1896 года.
В 1933 году на фоне экономического кризиса, получившего название «Великой депрессии», президентом Рузвельтом был подписан указ, положивший конец золотомонетному стандарту. С 1933 года в США перестали чеканить золотые монеты для обращения.
В 1965 году президентом Линдоном Джонсоном был подписан монетный акт, который ограничивал чеканку серебряных монет. С 1971 года монеты для обращения из драгоценных металлов более не выпускают. Из серебра, золота и платины на 2010 год в США чеканят лишь инвестиционные и юбилейные монеты для коллекционеров.

## Монетные дворы
На сегодняшний день монеты США чеканятся на 4 монетных дворах, расположенных в Филадельфии, Денвере, Сан-Франциско и Вест-Пойнте (Нью-Йорк).
Монетный двор Филадельфии является самым старым (первая монета на нём отчеканена в 1792 году) и самым большим. На нём возможно чеканить миллион монет за 30 минут. Монетные дворы Денвера и Сан-Франциско имеют значительно меньшие мощности. В Вест-Пойнте чеканят инвестиционные монеты из драгоценных металлов.
На монетах, отчеканенных на определённом дворе, ставится знак монетного двора (его расположение варьируется), который обозначает место выпуска. За всё время монеты США выпускались на следующих монетных дворах:
- Филадельфия — с 1942 по 1945 год знак монетного двора (буква P) помещался на 5-центовых монетах и для всех номиналов, кроме 1 цента, с 1980 года;
- Денвер — D (с 1906 года)[18];
- Сан-Франциско — S (с 1854 года по сегодняшний день с перерывами)[19];
- Уэст-Пойнт — W (с 1976 года)[18];
- Карсон-Сити — CC (с 1870 по 1893 год)[20];
- Шарлотт — C (с 1838 по 1861 год)[19];
- Далонега[англ.], Джорджия — D (с 1838 по 1861 год)[19];
- Новый Орлеан — O (с 1838 по 1909 год с перерывами)[19].

## Золотые монеты

### История
Чеканка золотых монет стала возможной после принятия соответствующего монетного акта конгрессом США в 1792 году. Согласно ему, монетный двор мог чеканить золотые монеты номиналом в 2,5 $, 5 $ и 10 $. Первые золотые монеты были выпущены через 3 года в 1795 году. В акте была установлена также масса монет, качество монетного золота — 91,67 %, а также обязательные элементы дизайна:
- на аверсе должно находиться изображение, символизирующее Свободу, и надпись «LIBERTY»
- на реверсе золотых и серебряных монет должно находиться изображение белоголового орлана — геральдического символа США — и надпись «UNITED STATES OF AMERICA»[4].

Масса монет, согласно акту, составляла:
- 17,5 г — 10 $;
- 8,75 г — 5 $;
- 4,37 г — 2,5 $[4].

Согласно монетному акту 1792 года, соотношение цены золота и серебра составляло 1 к 15. Однако в связи с происходившими в Европе событиями цена золота относительно серебра возросла. В результате большинство золотых монет данного типа было переплавлено со спекулятивными целями.
В 1834 году был принят монетный акт, в котором пересматривалось содержание серебра и золота в монетах. Согласно ему, соотношение цены золота к серебру устанавливалась на уровне 1 к 16. Содержание золота в монетах уменьшилось с 91,67 % до 89,92 %. Масса монет составила:
- 16,7 г — 10 $;
- 8,36 г — 5 $;
- 4,18 г — 2,5 $[8].

Предпосылкой появления двух новых золотых монет номиналом 1 и 20 долларов стало открытие богатых залежей золота в Калифорнии и вызванная этим «золотая лихорадка». В 1849 году был принят монетный акт, предписывавший выпуск этих монет.
С 1853 года стали чеканить 3-долларовые монеты. Предпосылкой их создания стало снижение цены на почтовые марки до 3 центов. Одним из сенаторов было предложено начать чеканить серебряные монеты номиналом в 3 цента и золотые 3 доллара, за которые можно было бы приобрести 1 марку или лист из 100 марок, соответственно. Монетным актом от 21 февраля 1853 года было разрешено выпускать 3-долларовые золотые монеты.
В конце Гражданской войны в США в связи с обострившимися религиозными чувствами многих американцев, потерявших родственников либо уставших от военных лишений, 3 марта 1865 года был принят закон, согласно которому все серебряные монеты номиналом более 10 центов и золотые — более 3 долларов — должны содержать девиз «IN GOD WE TRUST». С 1866 года стали чеканить монеты с девизом на реверсе.
В 1889 году выпуск монет номинальной стоимостью 3 цента и 3 доллара, а также золотого доллара был прекращён.
В 1933 году в связи с экономическим кризисом, получившим название «Великой депрессии», США были вынуждены отказаться от золотомонетного стандарта. Золотые монеты подлежали выведению из оборота и переплавке.
С 1986 года после длительного перерыва стали вновь выпускать золотые монеты массой в 1/10, 1/4, 1/2 и 1 тройскую унцию 91,67%-го золота. Однако они предназначались не для обращения, а являлись инвестиционными. Стоимость золота в этих монетах значительно превышала их номинал.

### Монетные типы и дизайн
На первых монетах гравёр Роберт Скот использовал в качестве модели для изображения Свободы портрет дочери президента Первого банка США Анны Виллинг Бинхем, считавшейся одной из самых красивых женщин США, знаменитого художника Гилберта Стюарта. При этом, в отличие от серебряных монет, на золотых Свобода была в модном на тот момент в США фасоне женской шляпки, похожей на тюрбан. Отсюда монета и получила своё название англ. Turban Head. Во время президентства Томаса Джефферсона была произведена замена монет старого типа. Гравёром новой серии монет был выбран немецкий иммигрант Джон Райх. Разработанный им дизайн монеты оказался весьма удачным. Слегка изменённое изображение орлана на реверсе монеты использовалось при чеканке вплоть до 1907 года. Моделью для изображения Свободы на аверсе стала любовница гравёра. Свобода изображалась во фригийском колпаке — символе свободы и революции.
Изменение состава монеты в 1834 году сделало необходимым появление её нового дизайна. Он был подготовлен Вильямом Книссом. Изображение женщины, символизирующей Свободу, напоминало античные барельефы. Это вызывало определённое недовольство. В связи с этим монета чеканилась относительно недолго — всего 5 лет. Затем были выпущены монеты нового типа, разработанные гравёром Кристианом Гобрехтом.
Следующее изменение дизайна золотых монет произошло во время президентства и с согласия Теодора Рузвельта.
При этом монеты номиналом в 2,5 $ и 5 $, разработанные бостонским скульптором Бела Праттом, отличались от всех своих предшественниц тем, что элементы изображения на них были не выпуклыми, а тиснёными. Это имело как положительные, так и отрицательные стороны. К «плюсам» можно отнести то, что тиснёное изображение практически не стиралось во время обращения монеты, в отличие от выпуклого. Монета могла находиться в обращении значительно больше времени. Главным «минусом» стало накапливание грязи в элементах изображения. Она лишала монету эстетической привлекательности и могла быть источником передачи инфекционных заболеваний. Монеты в 2,5 и 5 долларов с изображением индейца являются единственными монетами США, изображение которых не выпуклое, а вдавленное.
| Золотой доллар |         |                |                           |              |          |       |        |
| Дата выпуска | Металл  | Масса общая, г | Диаметр, мм               | Тираж, шт.   | Гурт     | Аверс | Реверс |
| 1849—1889 (с перерывами) | 90 % Au | 1,67           | в разные годы от 13 до 15 | более 19 млн | рубчатый |       |        |
| Аверс: изображение Свободы. Реверс: венок из оливковых ветвей, обозначение номинала Гравёр: Джеймс Лонгекр Чеканка: монетные дворы Филадельфии, Шарлотт, Далонеги, Сан-Франциско и Нового Орлеана. |         |                |                           |              |          |       |        |

| 2,5 доллара США с изображением Свободы в тюрбане |                        |                |             |                |          |       |        |
| Дата выпуска | Металл                 | Масса общая, г | Диаметр, мм | Тираж, шт.     | Гурт     | Аверс | Реверс |
| 1796—1807 (с перерывами) | 91.67 % Au             | 4,37           | 20          | около 19 460   | рубчатый |       |        |
| Аверс: изображение Свободы. Реверс: белоголовый орлан — геральдический символ США Гравёр: Роберт Скот (англ. Robert Scot) Чеканка: монетный двор Филадельфии.                                                                                  |                        |                |             |                |          |       |        |
| 2,5 доллара США с бюстом Свободы в колпаке |                        |                |             |                |          |       |        |
| Дата выпуска | Металл                 | Масса общая, г | Диаметр, мм | Тираж, шт.     | Гурт     | Аверс | Реверс |
| 1808, 1821—1834 (с перерывами) | 91.67 % Au и 8,33 % Cu | 4.37           | 20          | около 44 775   | рубчатый |       |        |
| Аверс: изображение Свободы во фригийском колпаке — символе революции. Реверс: белоголовый орлан — геральдический символ США Гравёр: Джон Райх (англ. John Reich) Чеканка: монетный двор Филадельфии.                                           |                        |                |             |                |          |       |        |
| 2,5 доллара США с бюстом Свободы в классическом стиле |                        |                |             |                |          |       |        |
| Дата выпуска | Металл                 | Масса общая    | Диаметр, мм | Тираж, шт.     | Гурт     | Аверс | Реверс |
| 1834—1839 | 90 % Au и 10 % Cu      | 4,18           | 17,5        | более 960 тыс. | рубчатый |       |        |
| Аверс: изображение женщины, символизирующей Свободу Реверс: белоголовый орлан — геральдический символ США. Гравёр: Вильям Книсс (англ. William Kneass) Чеканка: монетные дворы Филадельфии, Шарлотт, Далонеги и Нового Орлеана.                |                        |                |             |                |          |       |        |
| 2,5 доллара США с изображением Свободы |                        |                |             |                |          |       |        |
| Дата выпуска | Металл                 | Масса общая    | Диаметр, мм | Тираж, шт.     | Гурт     | Аверс | Реверс |
| 1840—1907 | 90 % Au и 10 % Cu      | 4,18           | 17,5        | более 11,9 млн | рубчатый |       |        |
| Аверс: изображение, символизирующее Свободу. Реверс: белоголовый орлан — геральдический символ США Гравёр: Кристиан Гобрехт (англ. Christian Gobrecht) Чеканка: монетные дворы Филадельфии, Шарлотт, Далонеги, Нового Орлеана и Сан-Франциско. |                        |                |             |                |          |       |        |
| 2,5 доллара США с изображением индейца |                        |                |             |                |          |       |        |
| Дата выпуска | Металл                 | Масса общая    | Диаметр, мм | Тираж, шт.     | Гурт     | Аверс | Реверс |
| 1908—1915, 1925—1929 | 90 % Au и 10 % Cu      | 4,18           | 18          | более 7,25 млн | рубчатый |       |        |
| Аверс: изображение бюста индейца Реверс: белоголовый орлан — геральдический символ США Художник: Бела Лайон Пратт (англ. Bela Lyon Pratt) Чеканка: монетные дворы Филадельфии и Денвера.                                                       |                        |                |             |                |          |       |        |

| 3 доллара США |         |                |             |                |          |       |        |
| Дата выпуска | Металл  | Масса общая, г | Диаметр, мм | Тираж, шт.     | Гурт     | Аверс | Реверс |
| 1854—1889 | 90 % Au | 5,02           | 20,5        | более 530 тыс. | рубчатый |       |        |
| Аверс: изображение Свободы. Реверс: венок из сельскохозяйственных культур Гравёр: Джеймс Лонгекр Чеканка: монетные дворы Филадельфии, Шарлотт, Далонеги, Сан-Франциско и Нового Орлеана. |         |                |             |                |          |       |        |

| 5 долларов с изображением Свободы в тюрбане |                        |                |             |                 |          |       |        |
| Дата выпуска | Металл                 | Масса общая, г | Диаметр, мм | Тираж, шт.      | Гурт     | Аверс | Реверс |
| 1795—1807 (с перерывами) | 91.67 % Au             | 8.75           | 25          | более 335 тыс.  | рубчатый |       |        |
| Аверс: изображение Свободы. Реверс: белоголовый орлан — геральдический символ США Гравёр: Роберт Скот (англ. Robert Scot) Чеканка: монетный двор Филадельфии. |                        |                |             |                 |          |       |        |
| 5 долларов США с бюстом Свободы в колпаке |                        |                |             |                 |          |       |        |
| Дата выпуска | Металл                 | Масса общая, г | Диаметр, мм | Тираж, шт.      | Гурт     | Аверс | Реверс |
| 1807—1834 (с перерывами) | 91.67 % Au и 8,33 % Cu | 8.748          | 23,5        | более 2,4 млн   | рубчатый |       |        |
| Аверс: изображение Свободы во фригийском колпаке — символе революции. Реверс: белоголовый орлан — геральдический символ США Гравёр: Роберт Скот (англ. Robert Scot), Джон Райх (англ. John Reich) и Вильям Книсс (англ. William Kneass) Чеканка: монетный двор Филадельфии. |                        |                |             |                 |          |       |        |
| 5 долларов США с бюстом Свободы в классическом стиле |                        |                |             |                 |          |       |        |
| Дата выпуска | Металл                 | Масса общая    | Диаметр, мм | Тираж, шт.      | Гурт     | Аверс | Реверс |
| 1834—1838 | 90 % Au и 10 % Cu      | 4,18           | 17,5        | более 2,075 млн | рубчатый |       |        |
| Аверс: изображение женщины, символизирующей Свободу Реверс: белоголовый орлан — геральдический символ США. Гравёр: Вильям Книсс (англ. William Kneass) Чеканка: монетные дворы Филадельфии, Шарлотт и Далонеги                                                              |                        |                |             |                 |          |       |        |
| 5 долларов США с изображением Свободы |                        |                |             |                 |          |       |        |
| Дата выпуска | Металл                 | Масса общая    | Диаметр, мм | Тираж, шт.      | Гурт     | Аверс | Реверс |
| 1838—1908 | 90 % Au и 10 % Cu      | 8,24           | 21,65       | более 70 млн    | рубчатый |       |        |
| Аверс: изображение, символизирующее Свободу. Реверс: белоголовый орлан — геральдический символ США Гравёр: Кристиан Гобрехт (англ. Christian Gobrecht) Чеканка: монетные дворы Филадельфии, Шарлотт, Далонеги, Нового Орлеана, Карсон-Сити, Денвере и Сан-Франциско.        |                        |                |             |                 |          |       |        |
| 5 долларов США с изображением индейца |                        |                |             |                 |          |       |        |
| Дата выпуска | Металл                 | Масса общая    | Диаметр, мм | Тираж, шт.      | Гурт     | Аверс | Реверс |
| 1908—1916, 1929 | 90 % Au и 10 % Cu      | 8,24           | 21,65       | более 14 млн    | рубчатый |       |        |
| Аверс: изображение бюста индейца Реверс: белоголовый орлан — геральдический символ США Художник: Бела Лайон Пратт (англ. Bela Lyon Pratt) Чеканка: монетные дворы Филадельфии, Денвера, Нового Орлеана и Сан-Франциско.                                                     |                        |                |             |                 |          |       |        |

| 10 долларов с изображением Свободы в тюрбане |           |                |             |                |          |       |        |
| Дата выпуска | Металл    | Масса общая, г | Диаметр, мм | Тираж, шт.     | Гурт     | Аверс | Реверс |
| 1795—1804 | 91,7 % Au | 17,5           | 33          | более 132 тыс. | рубчатый |       |        |
| Аверс: изображение Свободы. Реверс: белоголовый орлан — геральдический символ США Гравёр: Роберт Скот (англ. Robert Scot) Чеканка: монетный двор Филадельфии. |           |                |             |                |          |       |        |
| 10 долларов с изображением Свободы |           |                |             |                |          |       |        |
| Дата выпуска | Металл    | Масса общая, г | Диаметр, мм | Тираж, шт.     | Гурт     | Аверс | Реверс |
| 1838—1907 | 90 % Au   | 16,7           | 26,8        | более 40 млн.  | рубчатый |       |        |
| Аверс: изображение Свободы во фригийском колпаке — символе революции. Реверс: белоголовый орлан — геральдический символ США Гравёр: Кристиан Гобрехт (англ. Christian Gobrecht) Чеканка: монетные дворы Филадельфии, Нового Орлеана, Карсон-Сити, Денвере и Сан-Франциско. |           |                |             |                |          |       |        |
| 10 долларов США с изображением индейца |           |                |             |                |          |       |        |
| Дата выпуска | Металл    | Масса общая    | Диаметр, мм | Тираж, шт.     | Гурт     | Аверс | Реверс |
| 1907—1933 (с перерывами) | 90 % Au   | 16,7           | 26,8        | более 13 млн   | рубчатый |       |        |
| Аверс: бюст женщины в национальном головном уборе индейцев Реверс: белоголовый орлан — геральдический символ США Художник: Огастес Сент-Годенс Чеканка: монетные дворы Филадельфии и Сан-Франциско.                                                                        |           |                |             |                |          |       |        |

| 20 долларов с изображением Свободы |                   |                |             |               |                           |       |        |
| Дата выпуска | Металл            | Масса общая, г | Диаметр, мм | Тираж, шт.    | Гурт                      | Аверс | Реверс |
| 1849—1907 | 90 % Au и 10 % Cu | 33,4           | 34          | более 100 млн | рубчатый                  |       |        |
| Аверс: изображение Свободы. Реверс: белоголовый орлан — геральдический символ США Гравёр: Джеймс Лонгекр (англ. James Longacre) Чеканка: монетные дворы Филадельфии, Карсон-Сити, Денвера, Нового Орлеана и Сан-Франциско. |                   |                |             |               |                           |       |        |
| 20 долларов Сент-Годенса |                   |                |             |               |                           |       |        |
| Дата выпуска | Металл            | Масса общая, г | Диаметр, мм | Тираж, шт.    | Гурт                      | Аверс | Реверс |
| 1907—1933 (с перерывами) | 90 % Au и 10 % Cu | 33,4           | 34          | более 65 млн  | надпись «E PLURIBUS UNUM» |       |        |
| Аверс: женщина, символизирующая Свободу. Реверс: белоголовый орлан — геральдический символ США Гравёр: Огастес Сент-Годенс Чеканка: монетные дворы Филадельфии, Денвера и Сан-Франциско.                                   |                   |                |             |               |                           |       |        |

## Серебряные монеты

### История
Монетный акт 1792 года предусматривал выпуск нескольких серебряных монет номиналом в $1, 50 ¢, 25 ¢, 10 ¢ (назван «даймом») и 5 ¢ (пол-дайма).
Масса первых серебряных монет составляла:
- 27 г — 1 доллар
- 13,5 г — 50 центов
- 6,74 г — 25 центов
- 2,7 г — 10 центов
- 1,35 г — 5 центов

Для чеканки монет использовалось 89,24%-е серебро.
В конце 1830-х годов стали применять 90%-е серебро.
В эпоху биметаллизма колебание рыночных соотношений цены серебра к золоту требовало периодического пересмотра содержания ценных металлов в монетах. Так, в 1853 году соотношение цены золота к серебру было уменьшено с 1 к 16 до 1 к 15,5. В 1873 году масса серебряных монет была вновь пересмотрена вследствие отказа от биметаллизма и перехода к золотомонетному стандарту.
Некоторое время чеканили 3-центовые (1851—1873) и 20-центовые серебряные монеты.
В 1965 году Линдон Джонсон своим указом отменил чеканку серебряных монет для обихода (за исключением 50-центовых, которые до 1970 года выпускались из 40%-го серебра).
Производимые сегодня серебряные монеты предназначаются для коллекционеров, а не для обращения.

### Монетные типы и дизайн
Первыми серебряными монетами США были 5 центов, отчеканенные мизерным тиражом (1500 экземпляров).
Все монеты вплоть до первой половины XX столетия содержали на аверсе изображение женщины, символизирующей Свободу. Лишь в 1932 году Свобода была заменена Вашингтоном на 25-центовых монетах (в честь 200-летия со дня его рождения), Рузвельтом на 10-центовых в 1946-м (на следующий год после его смерти), Франклином на 50-центовых в 1948-м.
Дизайн монет 1794—1795 годов оказался неудачным и вызывал критику. Так, в одном из писем того времени встречается высказывание:

Ничто не может быть негодней: ничего не значащая дурацкая голова на одной стороне и что-то похожее на индейку на другой. О позор!
Оригинальный текст (англ.)Nothing can be more wretched: an unmeaning fool's head on one side, and something that resembles a turkey cock on the other. Oh, shame, shame, shame!

С 1796 по 1807 год на монетах был изображён драпированный бюст Свободы (англ. Draped Bust Liberty), прообразом которого стал, как и на золотых монетах, портрет Анны Виллинг Бинхем.
С 1807-го стали чеканить монеты, которые практически полностью повторяли изображение на золотых аналогах. С 1837—1838 годов на серебряных монетах появилось изображение сидящей на скале женщины, в правой руке держащей щит с надписью «LIBERTY», а в левой — палку с надетым на неё фригийским колпаком, символом свободы и революции. Художником и гравёром была допущена ошибка, из-за которой правая рука выглядит непропорционально больше левой. Изображение Свободы напоминало английский символ «Британия», который изображался на реверсе английских монет. По всей видимости, она и послужила прообразом Свободы, помещённой на целой серии монет США. Монеты данного типа («с сидящей Свободой» англ. Seated Liberty Type) чеканились продолжительное время — вплоть до 1891 года.
Особую историю имеет моргановский доллар (назван по имени гравёра). С 1873 года долларовая монета выпускалась из золота. Монетный акт 1873 года, после которого серебро перестало быть денежным эквивалентом, затронул в первую очередь владельцев серебряных рудников, которые имели сильное лобби в конгрессе. Согласно акту Бленда — Эллисона 1878 года (англ. Bland-Allison Act), монетный двор был обязан закупать большие партии серебра по завышенным ценам для чеканки монет. В результате на монетном дворе были вынуждены вновь начать выпуск долларовых серебряных монет.
С 1873 года перестали чеканить из серебра также 3- и 5-центовые монеты.
Монеты с изображением сидящей Свободы находились в обиходе более 50 лет. В связи с этим накопилось большое количество стёршихся монет низкого качества. Это стало предпосылкой разработки и выпуска с 1892 года монет нового типа.
В 1916 году, в разгар Первой мировой войны, были выпущены новые 10-, 25- и 50-центовые серебряные монеты, содержащие много патриотических символов. Так, на монете 50 центов идущая в сторону Солнца Свобода укутана в национальный флаг США. На 10 центах (известных как дайм «Меркурий») Свобода изображена во фригийском колпаке с крыльями, что символизирует революцию и свободу мысли. На реверсе изображён пучок фасций, клинок боевого топора и оливковые ветви. В геральдике фасции символизируют государственное и национальное единство, клинок топора — готовность защитить себя, а оливковые ветви — желание мира.
В честь победы в Первой мировой войне была отчеканена новая долларовая монета, на которой белоголовый орлан с символом мира — оливковой ветвью — сидит на скале, на которой написано «PEACE». Монета получила название «мирного доллара».
Во время «Великой депрессии» в США царили экономический упадок, массовая безработица и снижение уровня жизни населения. Празднование 200-летия со дня рождения Джорджа Вашингтона должно было повысить патриотизм и улучшить настроение народа. В честь этого события был подготовлен новый дизайн 25-центовой монеты, на которой изображение Свободы было замещено Вашингтоном. Впоследствии Свобода была заменена и на других монетах.
Последнее изменение дизайна серебряной монеты, находящейся в обиходе, было сделано в 1964 году.
| 3 цента |                                                 |                                   |             |                   |         |       |        |
| Дата выпуска | Металл                                          | Масса общая, г                    | Диаметр, мм | Тираж (пруф), шт. | Гурт    | Аверс | Реверс |
| 1851—1873 | 1851—1853 (75%-е серебро); 1854 (90%-е серебро) | 1851—1853 — 0,8; 1854—1873 — 0,75 | 14,3        | более 42 млн      | гладкий |       |        |
| Аверс: шестиконечная звезда со щитом Реверс: буква «С», цифра «III», оливковая ветвь и пучок стрел Гравёр: Джеймс Лонгекр (англ. James Longacre) Чеканка: монетные дворы Филадельфии и Нового Орлеана |                                                 |                                   |             |                   |         |       |        |

| Первые 5-центовые монеты США |                         |                             |             |                   |          |       |        |
| Дата выпуска | Металл                  | Масса общая, г              | Диаметр, мм | Тираж (пруф), шт. | Гурт     | Аверс | Реверс |
| 1792—1805 (с перерывами) | 89,24 % Ag и 10,76 % Cu | 1,35                        | 16,5        | более 260 тыс.    | рубчатый |       |        |
| Аверс: изображение Свободы. Реверс: белоголовый орлан — геральдический символ США Гравёр: Роберт Скот (англ. Robert Scot) Чеканка: монетный двор Филадельфии |                         |                             |             |                   |          |       |        |
| 5 центов с бюстом Свободы в колпаке |                         |                             |             |                   |          |       |        |
| Дата выпуска | Металл                  | Масса общая, г              | Диаметр, мм | Тираж, шт.        | Гурт     | Аверс | Реверс |
| 1829—1837 | 89,24 % Ag и 10,76 % Cu | 1,35                        | 15,5        | более 13 млн      | рубчатый |       |        |
| Аверс: изображение Свободы во фригийском колпаке — символе революции. Реверс: белоголовый орлан — геральдический символ США Гравёр: Вильям Книсс (англ. William Kneass) Чеканка: монетный двор Филадельфии.                                                                  |                         |                             |             |                   |          |       |        |
| 5 центов с сидящей Свободой |                         |                             |             |                   |          |       |        |
| Дата выпуска | Металл                  | Масса общая                 | Диаметр, мм | Тираж, шт.        | Гурт     | Аверс | Реверс |
| 1837—1873 | 90 % Ag и 10 % Cu       | в разные годы от 1,2 до 1,3 | 15,9        | более 85 млн      | рубчатый |       |        |
| Аверс: изображение женщины, символизирующей Свободу Реверс: обозначение номинала в центре венка из оливковых ветвей Гравёр: Аверс — Томас Салли с модификациями Роберта Хьюгса. Реверс — Кристиан Гобрехт Чеканка: монетный двор Филадельфии, Нового Орлеана и Сан-Франциско |                         |                             |             |                   |          |       |        |

| Первые 10-центовые монеты США |                               |                             |             |                   |          |       |        |
| Дата выпуска | Металл                        | Масса общая, г              | Диаметр, мм | Тираж (пруф), шт. | Гурт     | Аверс | Реверс |
| 1796—1807 | 89,24 % Ag и 10,76 % Cu       | 2,7                         | 19,8        | около 450 000     | рубчатый |       |        |
| Аверс: изображение Свободы. Реверс: белоголовый орлан — геральдический символ США Гравёр: Роберт Скот (англ. Robert Scot) Чеканка: монетный двор Филадельфии |                               |                             |             |                   |          |       |        |
| 10 центов с бюстом Свободы в колпаке |                               |                             |             |                   |          |       |        |
| Дата выпуска | Металл                        | Масса общая, г              | Диаметр, мм | Тираж, шт.        | Гурт     | Аверс | Реверс |
| 1809—1837 | 89,24 % Ag и 10,76 % Cu       | 2,7                         | 18,8        | около 11 млн      | рубчатый |       |        |
| Аверс: изображение Свободы во фригийском колпаке — символе революции. Реверс: белоголовый орлан — геральдический символ США Гравёр: Джон Райх (англ. John Reich) Чеканка: монетный двор Филадельфии. |                               |                             |             |                   |          |       |        |
| Дайм с сидящей Свободой |                               |                             |             |                   |          |       |        |
| Дата выпуска | Металл                        | Масса общая                 | Диаметр, мм | Тираж, шт.        | Гурт     | Аверс | Реверс |
| 1837—1891 | 90 % Ag и 10 % Cu             | в разные годы от 2,5 до 2,7 | 17,9        | около 250 млн     | рубчатый |       |        |
| Аверс: изображение женщины, символизирующей Свободу Реверс: ref>Draped Bust Half Dime 1796 - 1805 (англ.). www.coincommunity.com. — Тираж 5 центов 1796—1805. Дата обращения: 13 сентября 2010. Архивировано 20 августа 2011 года.венок из оливковых ветвей, пучков пшеницы и початков кукурузы. Гравёр: Аверс — Томас Салли с модификациями Кристиана Гобрехта, Роберта Хьюгса и Джеймса Лонгекра. Реверс — Джеймс Лонгекр (англ. James B. Longacre) Чеканка: монетный двор Филадельфии, Нового Орлеана, Карсон-Сити и Сан-Франциско. |                               |                             |             |                   |          |       |        |
| Дайм Барбера |                               |                             |             |                   |          |       |        |
| Дата выпуска | Металл                        | Масса общая                 | Диаметр, мм | Тираж, шт.        | Гурт     | Аверс | Реверс |
| 1892—1916 | 90 % Ag и 10 % Cu (1836—1839) | 2,5                         | 17,9        | более 500 млн     | рубчатый |       |        |
| Аверс: изображение, символизирующее Свободу. Реверс: венок из оливковых ветвей, пучков пшеницы и початков кукурузы Гравёр: Чарльз Барбер (англ. Charles E. Barber) Чеканка: монетный двор Филадельфии, Нового Орлеана, Денвера и Сан-Франциско. |                               |                             |             |                   |          |       |        |
| Дайм "Меркурий" |                               |                             |             |                   |          |       |        |
| Дата выпуска | Металл                        | Масса общая                 | Диаметр, мм | Тираж, шт.        | Гурт     | Аверс | Реверс |
| 1916—1945 | 90 % Ag и 10 % Cu             | 2,5 граммов                 | 17,9        | более 2,67 млрд   | рубчатый |       |        |
| Аверс: изображение Свободы во фригийском колпаке с крыльями Реверс: пучок фасций, клинок топора и 2 оливковые ветви. Фасции символизируют государственное и национальное единство, клинок топора — готовность защитить себя, а оливковые ветви — желание мира Художник: Адольф Вайнман (англ. Adolph Weinman) Чеканка: монетный двор Филадельфии, Денвера и Сан-Франциско. |                               |                             |             |                   |          |       |        |

| 20 центов США |                   |                |             |                   |          |       |        |
| Дата выпуска | Металл            | Масса общая, г | Диаметр, мм | Тираж (пруф), шт. | Гурт     | Аверс | Реверс |
| 1875—1878 | 90 % Ag и 10 % Cu | 5              | 22          | более 1,3 млн     | рубчатый |       |        |
| Аверс: изображение сидящей Свободы Реверс: белоголовый орлан — геральдический символ США Гравёр: Вильям Барбер (англ. William Barber) Чеканка: монетные дворы Филадельфии, Карсон-Сити и Сан-Франциско |                   |                |             |                   |          |       |        |

| Первые 25-центовые монеты США |                               |                                     |             |                   |          |       |        |
| Дата выпуска | Металл                        | Масса общая, г                      | Диаметр, мм | Тираж (пруф), шт. | Гурт     | Аверс | Реверс |
| 1796, 1804—1807 | 89,24 % Ag и 10,76 % Cu       | 6,74                                | 27,5        | более 550 тыс.    | рубчатый |       |        |
| Аверс: изображение Свободы. Реверс: белоголовый орлан — геральдический символ США Гравёр: Роберт Скот (англ. Robert Scot) Чеканка: монетный двор Филадельфии                                                                    |                               |                                     |             |                   |          |       |        |
| 25 центов с бюстом Свободы в колпаке |                               |                                     |             |                   |          |       |        |
| Дата выпуска | Металл                        | Масса общая, г                      | Диаметр, мм | Тираж, шт.        | Гурт     | Аверс | Реверс |
| 1815—1838 | 89,24 % Ag и 10,76 % Cu       | 6,74                                | 29          | около 5,5 млн     | рубчатый |       |        |
| Аверс: изображение Свободы во фригийском колпаке — символе революции. Реверс: белоголовый орлан — геральдический символ США Гравёр: Джон Райх (англ. John Reich) Чеканка: монетный двор Филадельфии.                            |                               |                                     |             |                   |          |       |        |
| 25 центов с сидящей Свободой |                               |                                     |             |                   |          |       |        |
| Дата выпуска | Металл                        | Масса общая                         | Диаметр, мм | Тираж, шт.        | Гурт     | Аверс | Реверс |
| 1838—1891 | 90 % Ag и 10 % Cu             | в разные годы от 6,2 до 6,7 граммов | 24,3        | более 155 млн     | рубчатый |       |        |
| Аверс: изображение женщины, символизирующей Свободу Реверс: белоголовый орлан — геральдический символ США Гравёр: Аверс — Кристиан Гобрехт Чеканка: монетный двор Филадельфии, Нового Орлеана, Карсон-Сити и Сан-Франциско.     |                               |                                     |             |                   |          |       |        |
| 25 центов Барбера |                               |                                     |             |                   |          |       |        |
| Дата выпуска | Металл                        | Масса общая                         | Диаметр, мм | Тираж, шт.        | Гурт     | Аверс | Реверс |
| 1892—1916 | 90 % Ag и 10 % Cu (1836—1839) | 6,25                                | 24,3        | более 262 млн     | рубчатый |       |        |
| Аверс: изображение, символизирующее Свободу. Реверс: Белоголовый орлан — геральдический символ США Гравёр: Чарльз Барбер (англ. Charles E. Barber) Чеканка: монетный двор Филадельфии, Нового Орлеана, Денвера и Сан-Франциско. |                               |                                     |             |                   |          |       |        |
| 25 центов со стоящей Свободой |                               |                                     |             |                   |          |       |        |
| Дата выпуска | Металл                        | Масса общая                         | Диаметр, мм | Тираж, шт.        | Гурт     | Аверс | Реверс |
| 1916—1930 | 90 % Ag и 10 % Cu             | 6,3                                 | 24,3        | более 226 млн     | рубчатый |       |        |
| Аверс: изображение женщины, символизирующей Свободу Реверс: Белоголовый орлан — геральдический символ США Художник: Гермон Макнейл (англ. Hermon MacNeil) Чеканка: монетный двор Филадельфии, Денвера и Сан-Франциско.          |                               |                                     |             |                   |          |       |        |

| Первые 50-центовые монеты США |                               |                                         |             |                   |                                        |       |        |
| Дата выпуска | Металл                        | Масса общая, г                          | Диаметр, мм | Тираж (пруф), шт. | Гурт                                   | Аверс | Реверс |
| 1794—1807 | 89,24 % Ag и 10,76 % Cu       | 13,5                                    | 32,5        | более 1,9 млн     | надпись «FIFTY CENTS OR HALF A DOLLAR» |       |        |
| Аверс: изображение Свободы. Реверс: белоголовый орлан — геральдический символ США Гравёр: Роберт Скот (англ. Robert Scot) Чеканка: монетный двор Филадельфии                                                                    |                               |                                         |             |                   |                                        |       |        |
| 50 центов с бюстом Свободы в колпаке |                               |                                         |             |                   |                                        |       |        |
| Дата выпуска | Металл                        | Масса общая, г                          | Диаметр, мм | Тираж, шт.        | Гурт                                   | Аверс | Реверс |
| 1807—1839 | 90 % Ag и 10 % Cu             | 13,36                                   | 32—33       | более 90 млн      | надпись «FIFTY CENTS OR HALF A DOLLAR» |       |        |
| Аверс: изображение Свободы во фригийском колпаке — символе революции. Реверс: белоголовый орлан — геральдический символ США Гравёр: Джон Райх (англ. John Reich) Чеканка: монетный двор Филадельфии.                            |                               |                                         |             |                   |                                        |       |        |
| 50 центов с сидящей Свободой |                               |                                         |             |                   |                                        |       |        |
| Дата выпуска | Металл                        | Масса общая                             | Диаметр, мм | Тираж, шт.        | Гурт                                   | Аверс | Реверс |
| 1838—1891 | 90 % Ag и 10 % Cu             | в разные годы от 12,44 до 13,36 граммов | 30,6        | более 800 млн     | рубчатый                               |       |        |
| Аверс: изображение женщины, символизирующей Свободу Реверс: белоголовый орлан — геральдический символ США Гравёр: Аверс — Кристиан Гобрехт Чеканка: монетный двор Филадельфии, Нового Орлеана, Карсон-Сити и Сан-Франциско.     |                               |                                         |             |                   |                                        |       |        |
| 50 центов Барбера |                               |                                         |             |                   |                                        |       |        |
| Дата выпуска | Металл                        | Масса общая                             | Диаметр, мм | Тираж, шт.        | Гурт                                   | Аверс | Реверс |
| 1892—1915 | 90 % Ag и 10 % Cu (1836—1839) | 12,5                                    | 30,6        | более 130 млн     | рубчатый                               |       |        |
| Аверс: изображение, символизирующее Свободу. Реверс: Белоголовый орлан — геральдический символ США Гравёр: Чарльз Барбер (англ. Charles E. Barber) Чеканка: монетный двор Филадельфии, Нового Орлеана, Денвера и Сан-Франциско. |                               |                                         |             |                   |                                        |       |        |
| 50 центов с идущей Свободой |                               |                                         |             |                   |                                        |       |        |
| Дата выпуска | Металл                        | Масса общая                             | Диаметр, мм | Тираж, шт.        | Гурт                                   | Аверс | Реверс |
| 1916—1947 (с перерывами) | 90 % Ag и 10 % Cu             | 12,5                                    | 30,6        | более 520 млн     | рубчатый                               |       |        |
| Аверс: изображение женщины, символизирующей Свободу Реверс: Белоголовый орлан — геральдический символ США Художник: Адольф Вайнман Чеканка: монетный двор Филадельфии, Денвера и Сан-Франциско.                                 |                               |                                         |             |                   |                                        |       |        |
| 50 центов с изображением Франклина |                               |                                         |             |                   |                                        |       |        |
| Дата выпуска | Металл                        | Масса общая                             | Диаметр, мм | Тираж, шт.        | Гурт                                   | Аверс | Реверс |
| 1948—1963 | 90 % Ag и 10 % Cu             | 12,5                                    | 30,6        | более 480 млн     | рубчатый                               |       |        |
| Аверс: изображение Франклина Реверс: Колокол Свободы Художник: Джон Синнок (англ. John R. Sinnock) Чеканка: монетный двор Филадельфии, Денвера и Сан-Франциско.                                                                 |                               |                                         |             |                   |                                        |       |        |

| Первые однодолларовые монеты США |                               |                |             |                   |                                            |       |        |
| Дата выпуска | Металл                        | Масса общая, г | Диаметр, мм | Тираж (пруф), шт. | Гурт                                       | Аверс | Реверс |
| 1795—1804 | 89,24 % Ag и 10,76 % Cu       | 27             | 39—40       | около 1,3 млн     | надпись «HUNDRED CENTS ONE DOLLAR OR UNIT» |       |        |
| Аверс: изображение Свободы. Реверс: белоголовый орлан — геральдический символ США Гравёр: Роберт Скот (англ. Robert Scot) Чеканка: монетный двор Филадельфии                                                                |                               |                |             |                   |                                            |       |        |
| Доллар Гобрехта |                               |                |             |                   |                                            |       |        |
| Дата выпуска | Металл                        | Масса общая, г | Диаметр, мм | Тираж, шт.        | Гурт                                       | Аверс | Реверс |
| 1836, 1838, 1839 | 90 % Ag и 10 % Cu             | 27             | 39          | около 2 тыс.      | гладкий                                    |       |        |
| Аверс: изображение Свободы Реверс: белоголовый орлан — геральдический символ США Гравёр: Кристиан Гобрехт (англ. Christian Gobrecht) Чеканка: монетный двор Филадельфии.                                                    |                               |                |             |                   |                                            |       |        |
| Доллар с сидящей Свободой |                               |                |             |                   |                                            |       |        |
| Дата выпуска | Металл                        | Масса общая    | Диаметр, мм | Тираж, шт.        | Гурт                                       | Аверс | Реверс |
| 1840—1873 | 90 % Ag и 10 % Cu             | 26,7           | 38,1        | более 5 млн       | рубчатый                                   |       |        |
| Аверс: изображение женщины, символизирующей Свободу Реверс: белоголовый орлан — геральдический символ США Гравёр: Аверс — Кристиан Гобрехт Чеканка: монетный двор Филадельфии, Нового Орлеана, Карсон-Сити и Сан-Франциско. |                               |                |             |                   |                                            |       |        |
| Моргановский доллар |                               |                |             |                   |                                            |       |        |
| Дата выпуска | Металл                        | Масса общая    | Диаметр, мм | Тираж, шт.        | Гурт                                       | Аверс | Реверс |
| 1878—1904, 1921 | 90 % Ag и 10 % Cu (1836—1839) | 26,7           | 38,1        | более 650 млн     | рубчатый                                   |       |        |
| Аверс: изображение, символизирующее Свободу. Реверс: Белоголовый орлан — геральдический символ США Гравёр: Джордж Морган Чеканка: монетный двор Филадельфии, Нового Орлеана, Карсон-Сити, Денвера и Сан-Франциско.          |                               |                |             |                   |                                            |       |        |
| Мирный доллар |                               |                |             |                   |                                            |       |        |
| Дата выпуска | Металл                        | Масса общая    | Диаметр, мм | Тираж, шт.        | Гурт                                       | Аверс | Реверс |
| 1921—1964 (с перерывами) | 90 % Ag и 10 % Cu             | 26,7           | 38,1        | более 190 млн     | рубчатый                                   |       |        |
| Аверс: изображение женщины, символизирующей Свободу Реверс: Белоголовый орлан — геральдический символ США Художник: Антонио де Франчески Чеканка: монетный двор Филадельфии, Денвера и Сан-Франциско.                       |                               |                |             |                   |                                            |       |        |

## Монеты из недрагоценных металлов

### Находящиеся в обиходе
На 2010 год в обиходе находятся лишь монеты из недрагоценных металлов — латуни, цинка, медно-никелевого сплава (с добавками марганца и цинка или без этих добавок). Теоретически, в США все отчеканенные с 1792 года монеты являются законным платёжным средством, однако старинные и драгоценные монеты, чья внутренняя (стоимость металла, содержащегося в монете) или нумизматическая стоимость выше номинальной, в обращении практически не встречаются.

#### Один цент
В обиходе находятся одноцентовые монеты с изображением Линкольна нескольких типов. В 1959 году, на 150-летие со дня рождения Линкольна, дизайн реверса был видоизменён. Вместо колосков пшеницы на монету было помещено изображение мемориала Линкольну. На сохранных экземплярах между колоннами можно различить изображение статуи 16-го американского президента. Данный тип монеты чеканился многомиллиардными тиражами.
Очередная круглая дата (200 лет со дня рождения) была отмечена чеканкой 4 монет, изображающих основные периоды жизни Авраама Линкольна.
В 2010 году дизайн монеты вновь был изменён — на реверсе помещён щит с 13 вертикальными полосами, символизирующий государственное и национальное единство.

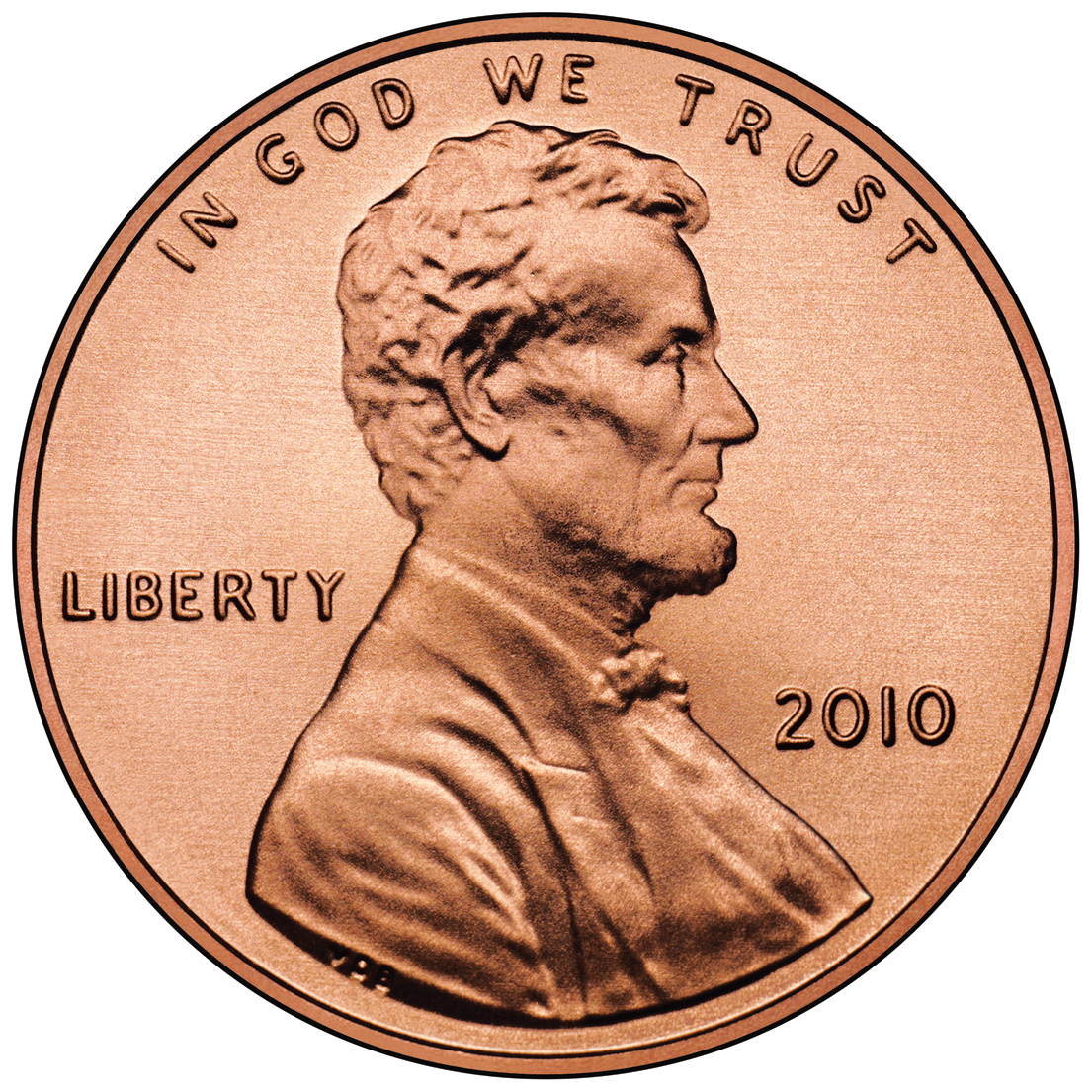
Аверс монеты
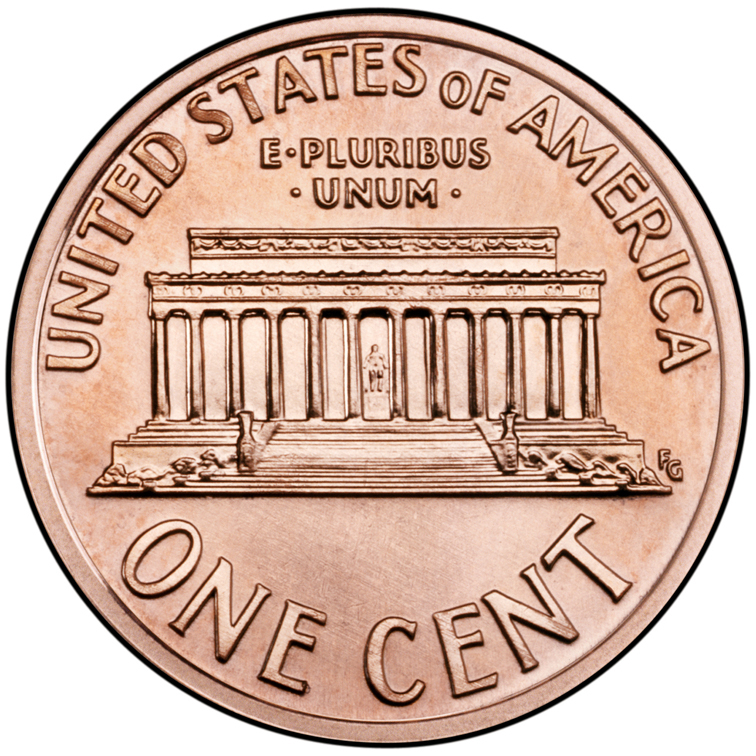
Реверс монеты 1959—2008 годов выпуска. Мемориал Линкольну
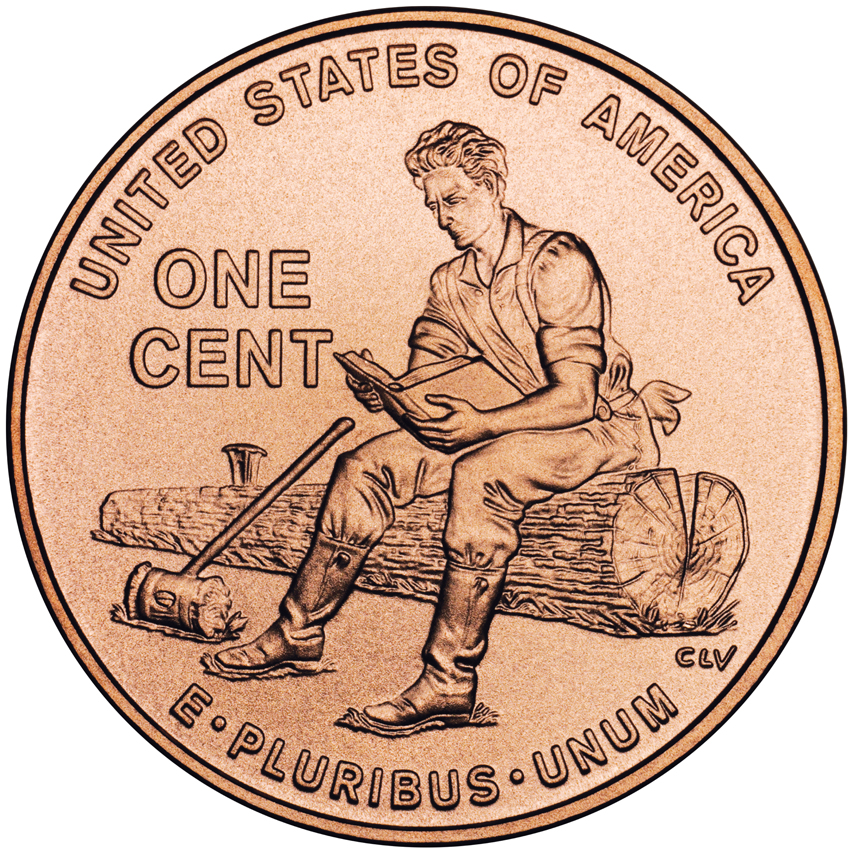
Реверс монеты 2009 года. Юность Линкольна

В различные годы состав монеты менялся. С 1959 по 1962 центы чеканились из бронзы (95 % Cu, 5 % Sn/Zn), с 1963 по 1982 — из томпака (95 % Cu, 5 % Zn). С 1982 года монета на 97,5 % состоит из цинка, покрытого медью.
В последние годы вследствие увеличения рыночной стоимости металлов сложилась ситуация, когда внутренняя стоимость монеты (стоимость металла, из которого она отчеканена) превышает её номинальную. В США даже введена уголовная ответственность за переплавку монет с целью получения прибыли.

#### Пять центов
5-центовые монеты из медно-никелевого сплава с изображением Джефферсона выпускаются с 1938 года многомиллионными тиражами. Дизайн аверса и реверса подготовил гравёр Феликс Шлаг. Основой изображения 3-го американского президента на аверсе монеты послужил мраморный бюст работы французского скульптора Гудона, сделанный во время пребывания Джефферсона во Франции. На реверсе находится изображение усадьбы Джефферсона Монтичелло. С 1942 по 1945 монета изготовливалась  из серебра 350-й пробы.
В 2004 году дизайн монеты был изменён. В честь 200-летия экспедиции Льюиса и Кларка в 2004—2005 году чеканилось 4 типа монет, на реверсе которых изображались эпизоды этой экспедиции. На первой из них отмечено приобретение Луизианы и сотрудничество с индейскими племенами. На второй изображена лодка, на которой экспедиция проделала большую часть пути, на третьей — бизон, бывший весьма распространённым в Северной Америке того времени. На четвёртой монете символически изображено достижение цели экспедицией — выход к Тихому океану.
С 2006 года стали чеканить монеты, на реверсе которых вновь изображалась усадьба Монтичелло, а на аверсе — изображение Джефферсона, основой которого послужила картина американского художника Рембрандта Пила (англ. Rembrandt Peale). Эта монета стала первой в обиходе, на которой изображение президента подано не в профиль, а анфас.

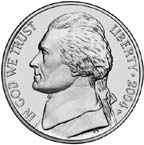
Аверс монеты 1938—2004 годов
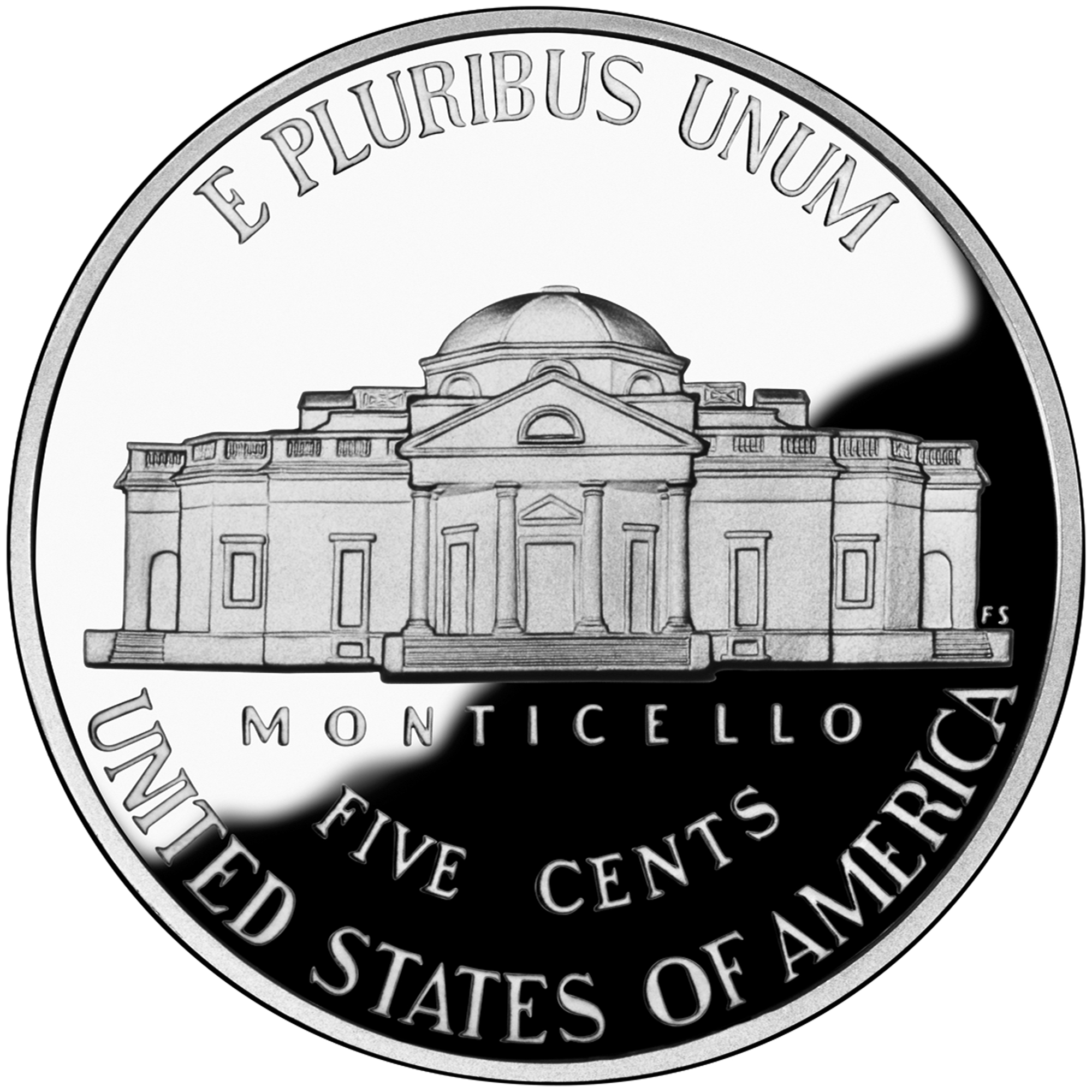
Реверс монеты 1938—2003, 2006—2012 годов
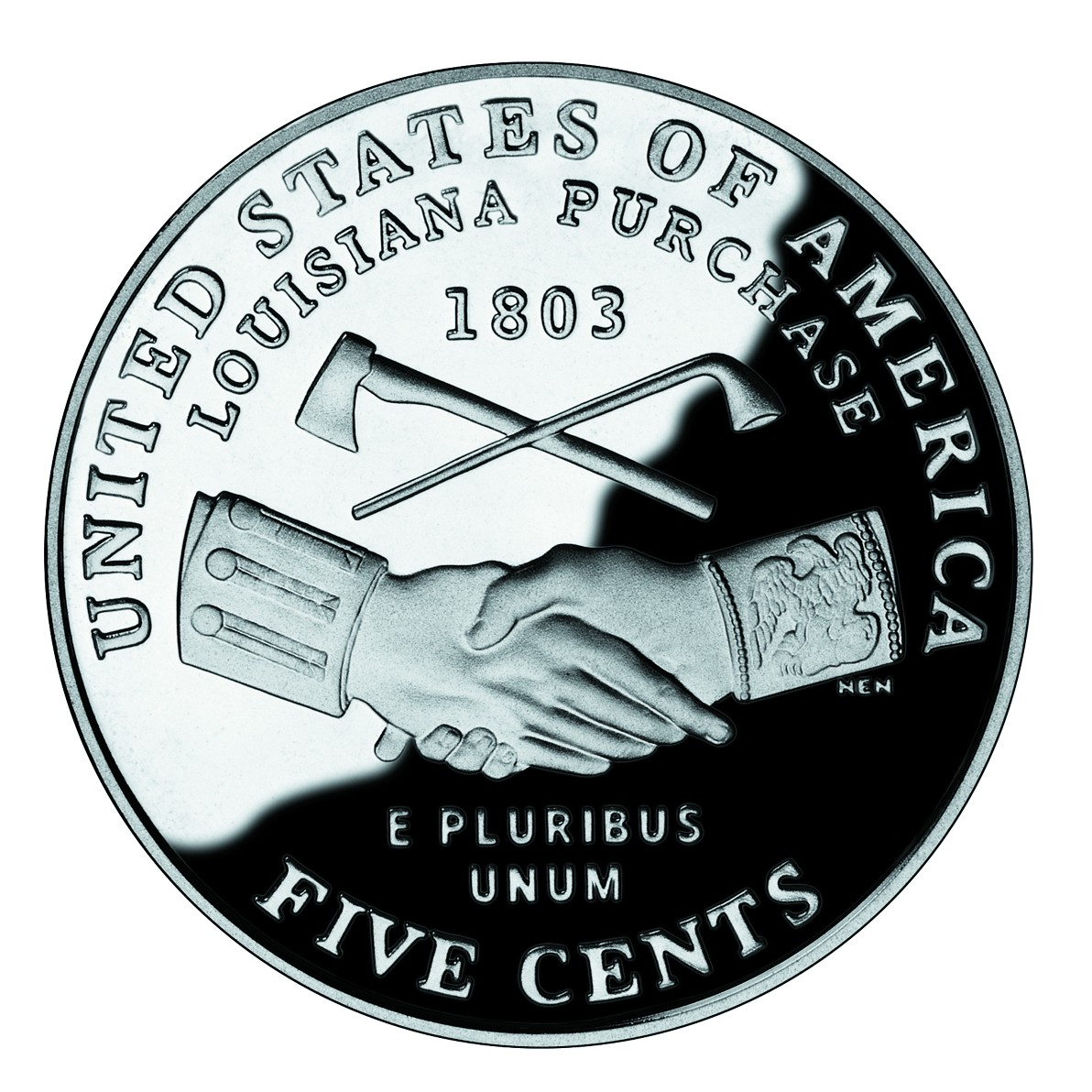
Реверс монеты 2004 года, памятной серии, посвящённой 200-летию экспедиции Льюиса и Кларка
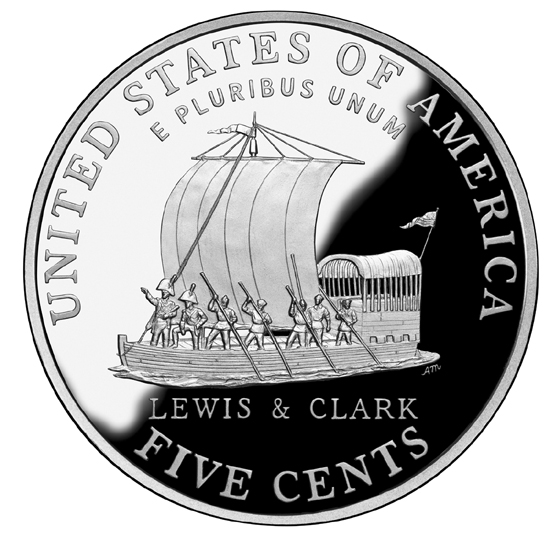
Реверс монеты 2004 года, памятной серии, посвящённой 200-летию экспедиции Льюиса и Кларка

#### Дайм

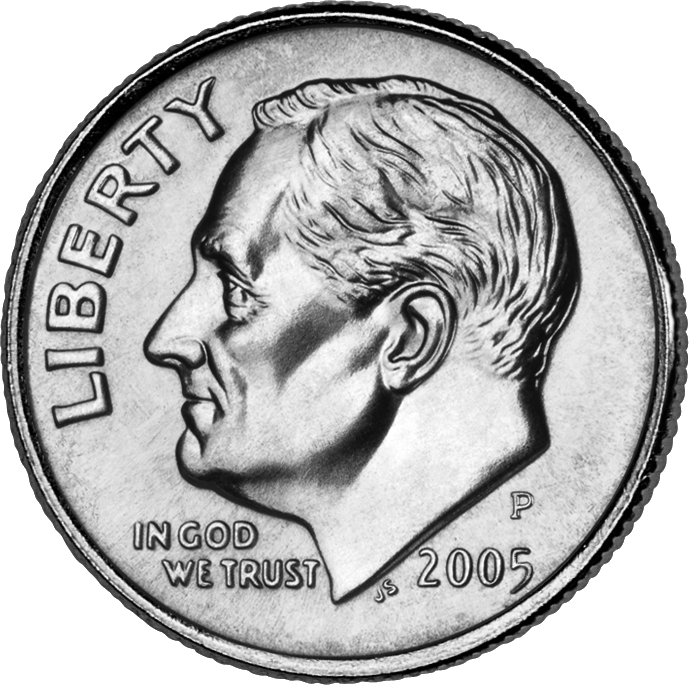
Аверс монеты

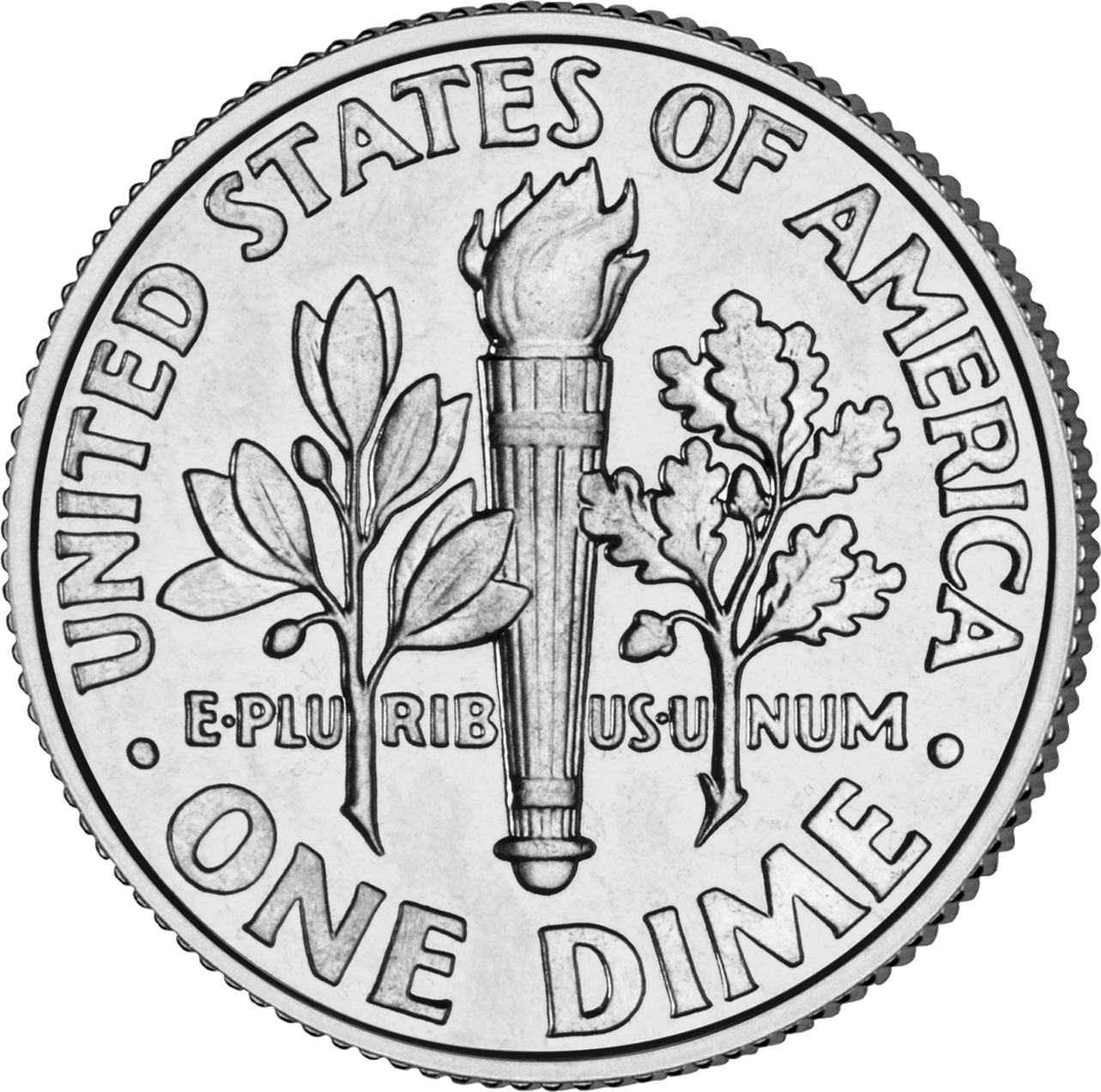
Реверс монеты

Монеты номиналом в 10 центов с изображением Рузвельта чеканятся с 1946 года по сегодняшний день миллиардными тиражами. В обиходе в основном находятся монеты выпуска после 1965 года из медно-никелевого сплава. С 1946 по 1964 чеканились из 90%-го серебра.
После смерти Франклина Рузвельта в 1945 году для увековечивания его памяти было принято решение поместить его изображение на монете. Выбор номинала монеты в 10 центов связан с тем, что в 1938 году Рузвельт основал организацию, которая полушутливо, а с 1979 года и официально называется «Марш даймов» (англ. March of Dimes).
Болевший полиомиелитом Рузвельт способствовал созданию благотворительного общества, которое спонсировало изучение и лечение детского церебрального паралича, полиомиелита и других тяжёлых детских заболеваний. Массовая рассылка писем с призывами к населению «Пожертвовать дайм» привела к появлению термина «Марш даймов».

#### Четверть доллара
Монеты номиналом в 25 центов с изображением Вашингтона чеканят с 1932 года по сегодняшний день миллиардными тиражами. В обиходе в основном находятся монеты выпуска после 1965 года из медно-никелевого сплава. С 1946 по 1964 чеканились из 90%-го серебра.
Изображение Вашингтона помещено на монету во время Великой депрессии, когда царили экономический упадок, массовая безработица и снижение уровня жизни. В этих условиях празднование 200-летия со дня рождения первого президента должно было повысить патриотизм населения и уменьшить подавленность его настроения.
В 1975—1976 годах в честь 200-летия принятия декларации независимости США чеканилась специальная серия 25-, 50-центовых и однодолларовых монет. В обиход поступило свыше 1,5 миллиардов экземпляров памятных квотеров.
С 1999 года ежегодно в обиход вводится 5-6 новых типов только двадцатипятицентовых монет. В серии 50 штатов, которую чеканили с 1999 по 2008 год, на реверсе каждой монеты один из штатов прославляется изображением сцены из его уникальной истории, традиций и символов. Варианты рисунков для монеты обычно создают жители штата, и окончательный вариант выбирается правительством штата. В 2009 году выпущена серия из 6 монет, посвящённая округу Колумбия и пяти американским территориям. В 2010 году стали чеканить монеты с изображением Национальных парков США. Программой предусмотрена ежегодная (за исключением 2021 года) чеканка пяти видов монет с изображением национальных парков или других природных объектов (по одному для каждого штата, федерального округа и территории).

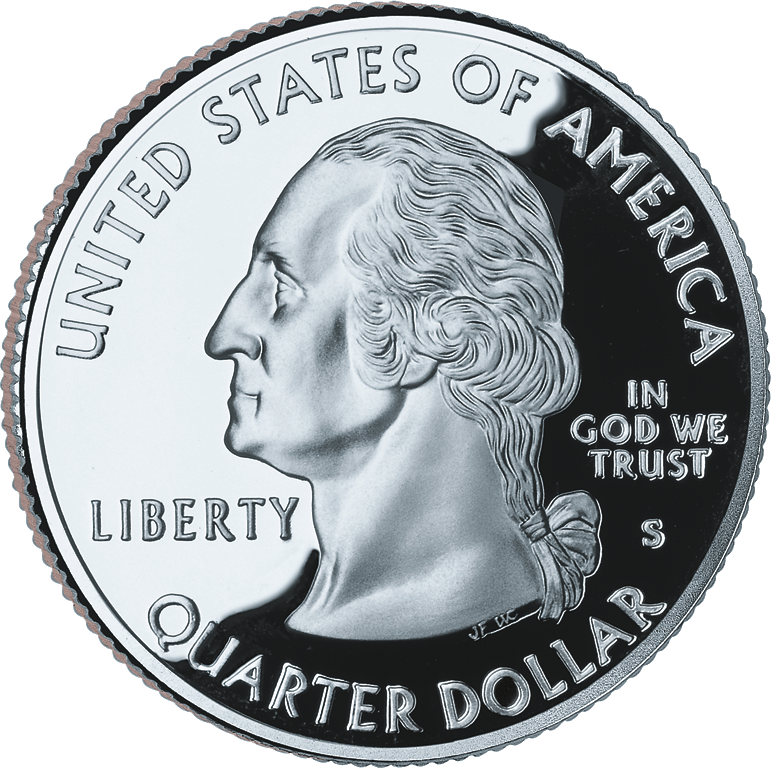
Аверс квотера
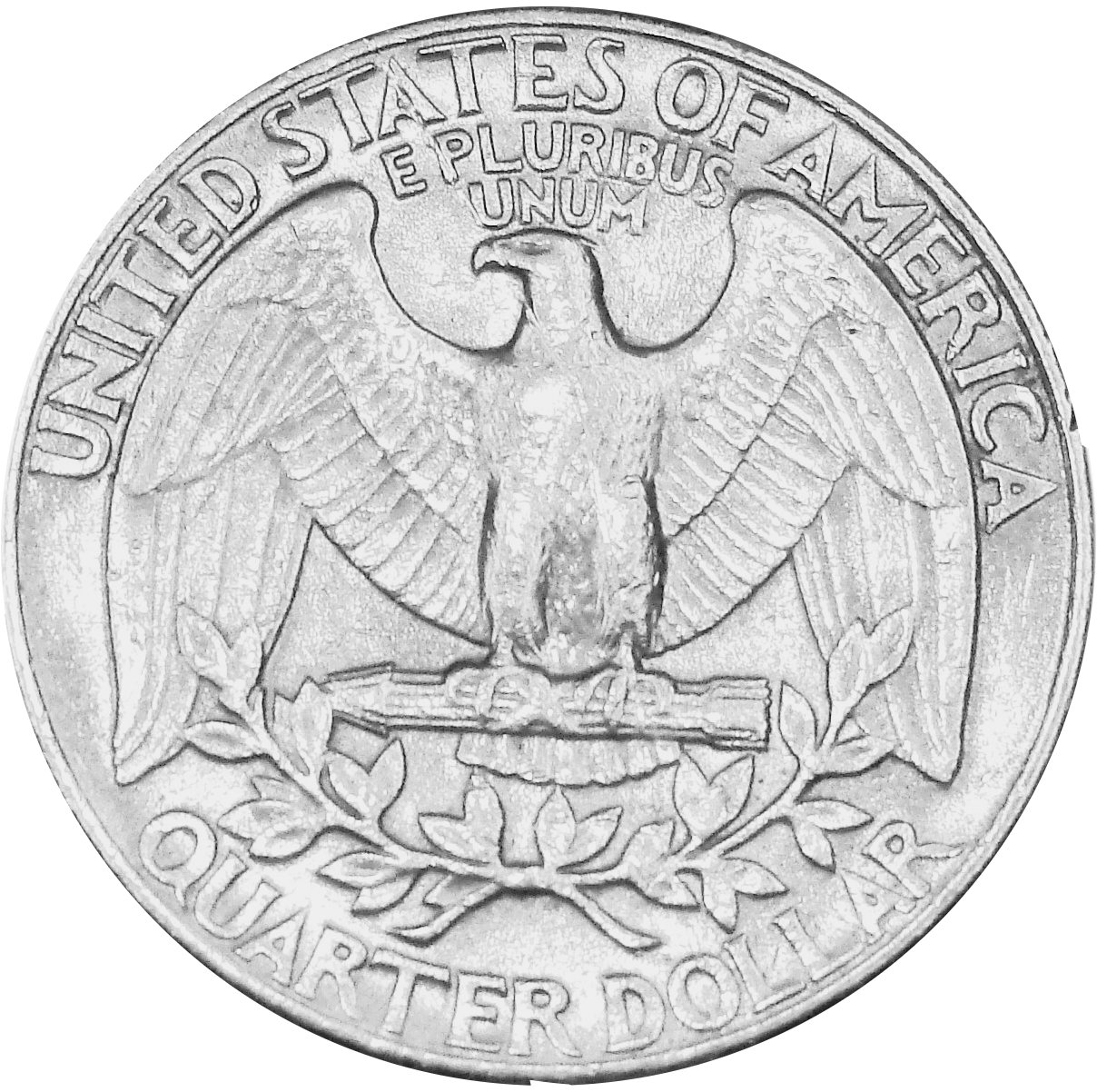
Реверс монеты 1932—1974, 1977—1998 годов
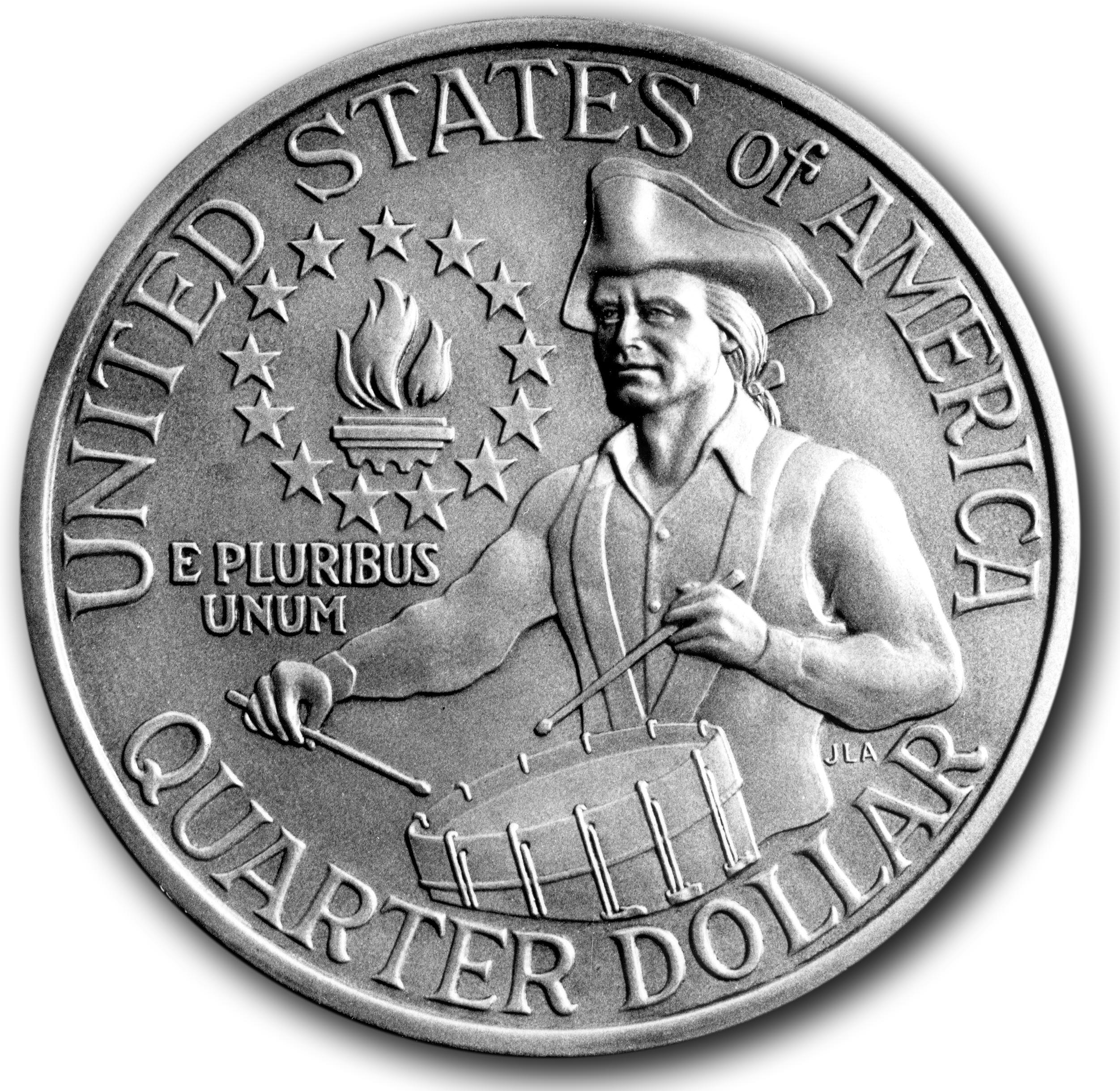
Реверс монеты 1976 года
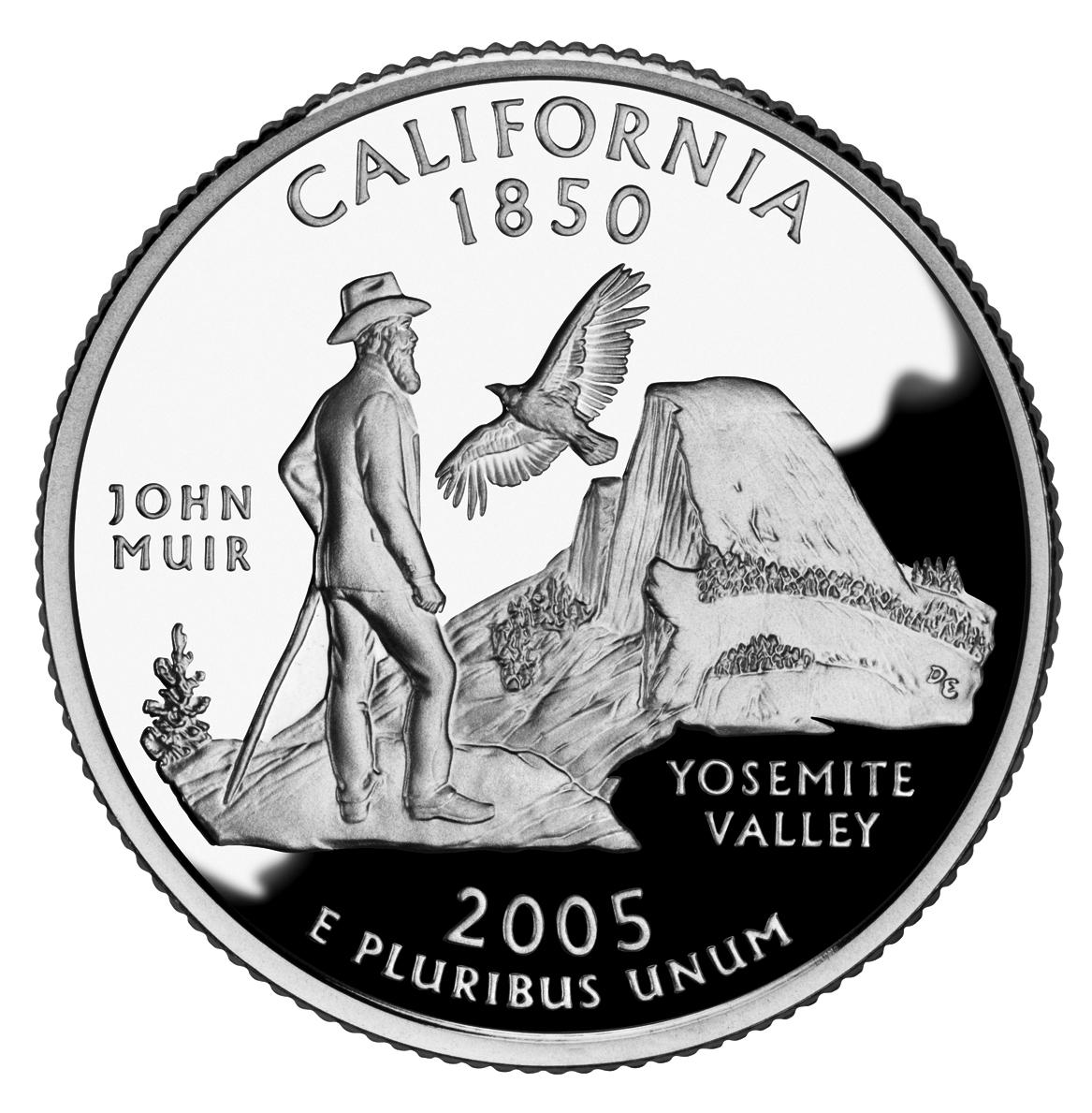
Реверс монеты серии 50 штатов, посвящённый Калифорнии
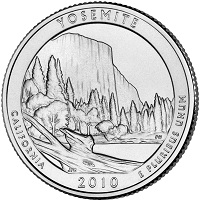
Реверс монеты серии Национальных парков, посвящённый Йосемитскому парку

#### Полдоллара

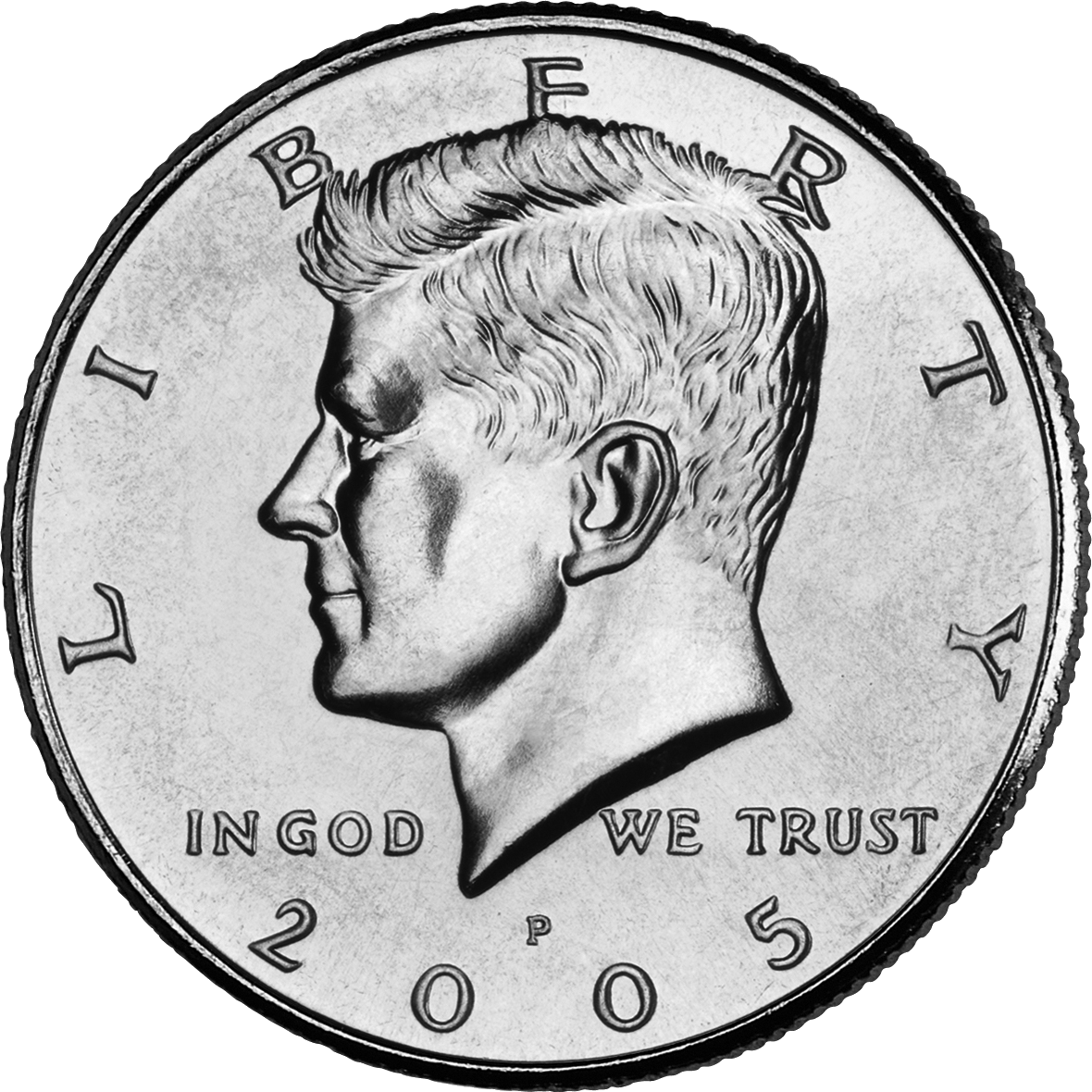
Аверс монеты

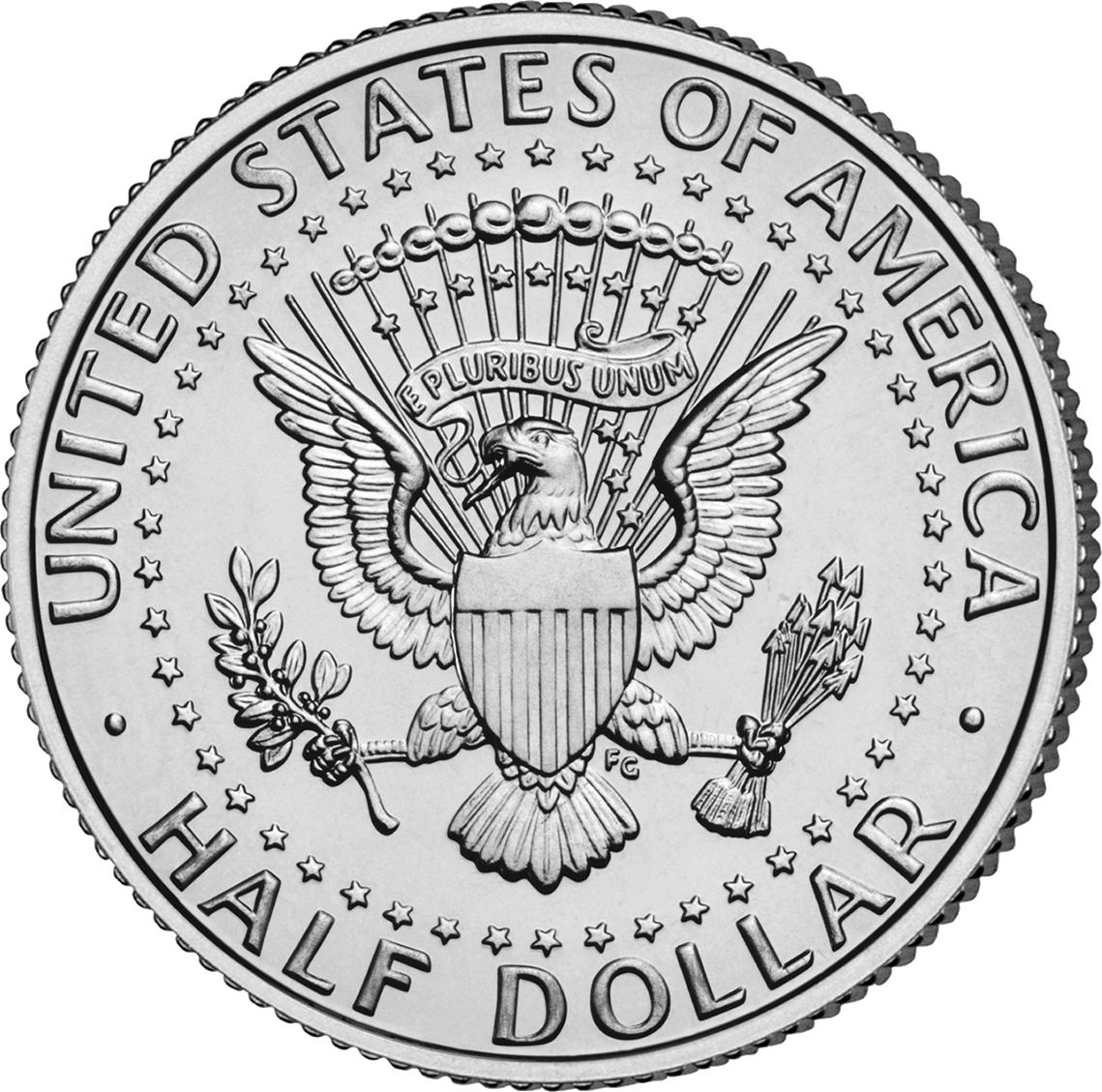
Реверс монеты

По стечению обстоятельств новый дизайн монеты 1964 года стал причиной постепенного выхода монеты из обихода из-за ряда не связанных друг с другом событий. На следующий год после убийства Д. Кеннеди на 50-центовых монетах появилось изображение убитого президента. Многие жители США сохраняли монеты как память о своём любимом политике. В 1965 году Линдон Джонсон отменил серебряный стандарт, что вызвало быстрый выход из обращения отчеканенных ранее серебряных монет (в том числе и 50 центов с изображением Кеннеди 1964 года). При этом, в отличие от 10- и 25-центовых монет, которые стали выпускать из медно-никелевого сплава, 50 центов остались на 40 % серебряными. В связи с этим люди также копили эти монеты, выводя их из широкого обращения. В 1971 году 50-центовые монеты так же стали медно-никелевыми. Однако к тому времени в обиход вошли торговые автоматы, которые не принимали монет в 50 центов, а население отвыкло от их применения.
Монеты номиналом в 50 центов с изображением Кеннеди с 2002 года чеканят небольшими тиражами (в основном в подарочных и коллекционных наборах).

#### Доллар
На 2010 год в обиходе обращаются доллар Сакагавеи и монеты из серии президентских монет. Доллар Сакагавеи чеканится с 2000 года и изображает женщину с ребёнком из племени шошонов, помогавшую экспедиции Льюиса и Кларка. Монеты изготовлены из меди с наружным покрытием из марганцевой латуни. В отличие от большинства находящихся в обращении монет США, монеты с таким покрытием довольно сильно подвергаются патинации и в результате могут полностью утратить золотистый цвет. По мнению Монетного двора, именно эта особенность монет придаёт им «античный оттенок» и делает изображение Сакагавеи с ребёнком более выразительным.
Программа выпуска президентских долларовых монет стартовала в 2007 году. Планируется ежегодно выпускать 4 новые монеты с изображением одного из президентов.

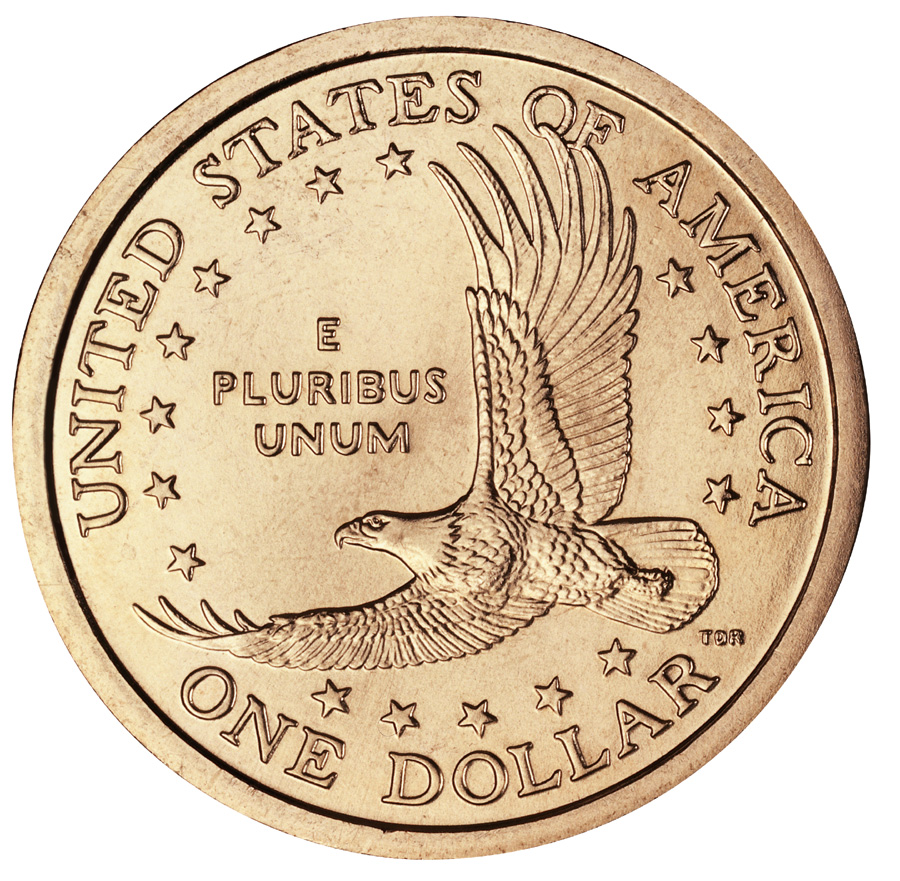
Реверс доллара Сакагавеи 2000—2008 годов
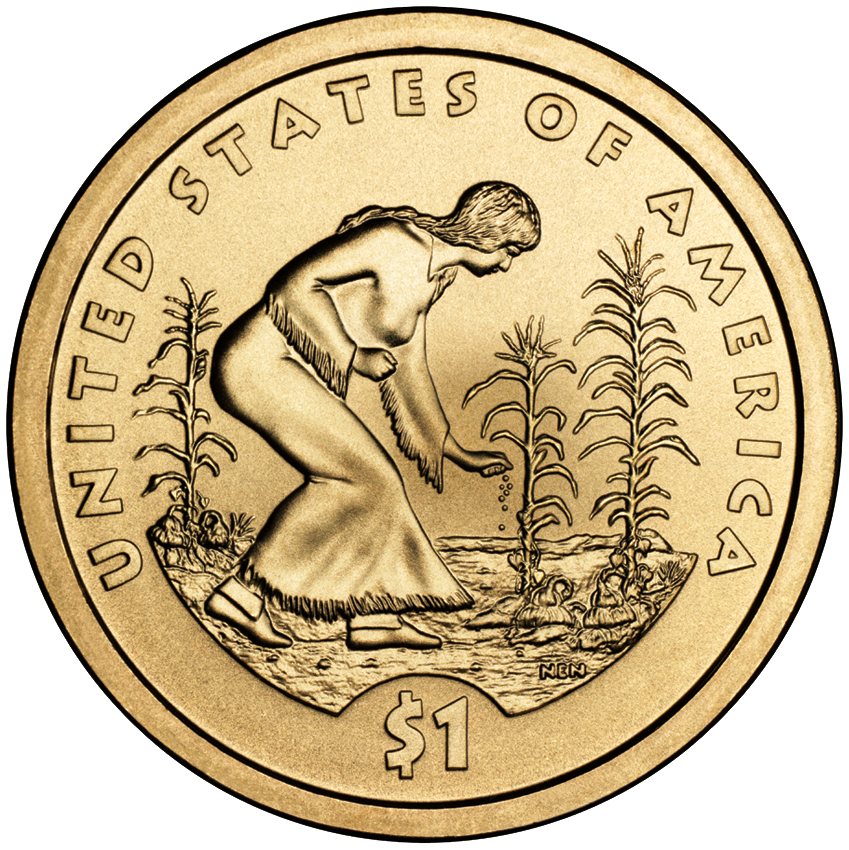
Реверс доллара Сакагавеи 2009 года
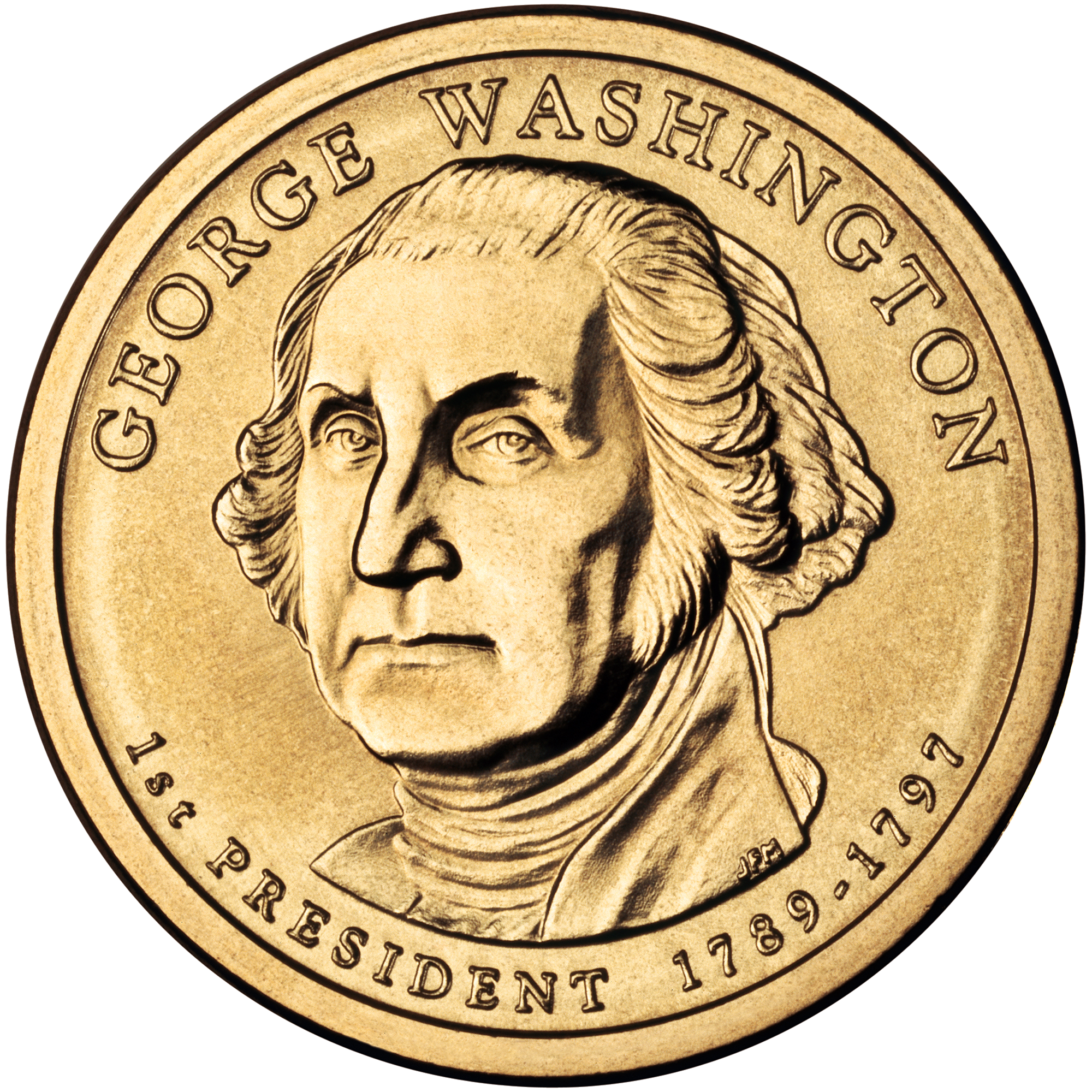
Аверс первого доллара президентской серии с изображением Вашингтона
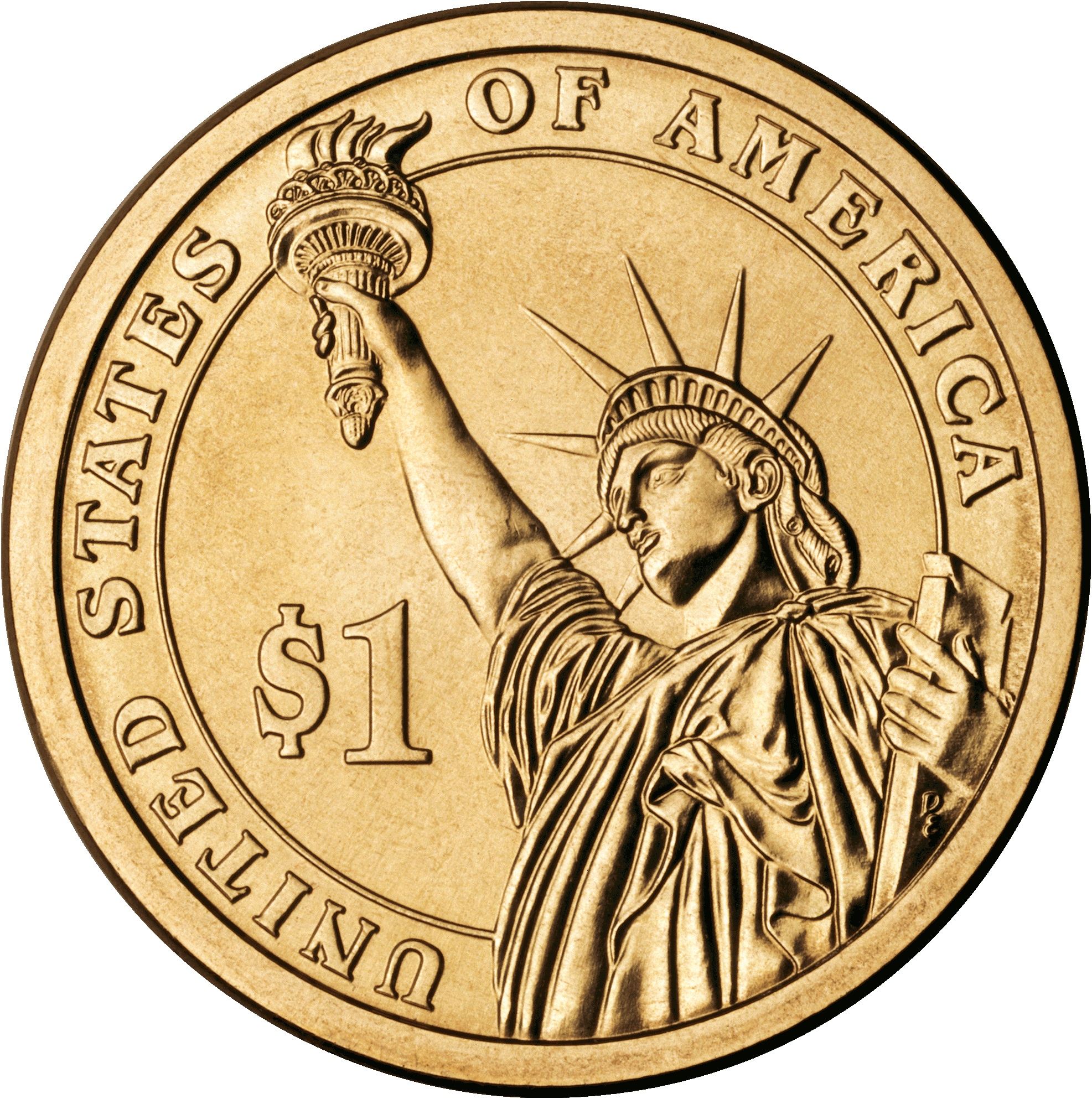
Реверс долларов президентской серии

### Вышедшие из обихода
В монетном акте 1792 года был прописан выпуск одно- и полуцентовых медных монет. Вплоть до 1857 года одновременно выпускались монеты номиналом 1 и ½ цента. Внешне они были практически одинаковы.
Использование этих монет было неудобным. Несмотря на относительно малую их стоимость, размер цента составлял 27—29 мм. С 1856 года стали чеканить центы меньшего размера (19 мм). Выпуск полуцентовиков был прекращён.
Очередное изменение в монетах из недрагоценных металлов произошло во время гражданской войны. Испытывая серьёзные финансовые затруднения, правительство было вынуждено наравне с серебряными 3- и 5-центовыми монетами чеканить аналоги из медно-никелевого сплава. Были выпущены также медные 2 цента. Эта монета стала первой, на которой появился девиз IN GOD WE TRUST, а также щит с 13 вертикальными полосами (англ. Union Shield), символизирующий состоятельность и единство государства, что было весьма актуально во время происходивших тогда событий.
Медно-никелевые 3- и 5-центовики циркулировали и чеканились наравне со своими серебряными аналогами вплоть до 1873 года. Монетный акт 1873 года предписывал выпуск лишь медно-никелевых 3 и 5 центов. Выпуск 2 центов был прекращён.
В 1889 году перестали чеканить 3 цента, а дизайн 5-центовика был изменён. В 1909 году впервые на монетах для обихода появилось изображение конкретного человека, а не женщины, символизирующей Свободу. В честь 100-летия со дня рождения Линкольна при содействии президента Теодора Рузвельта был выпущен цент с изображением юбиляра. Впоследствии на всех монетах США для обихода появились изображения реальных личностей.
После отмены серебряного стандарта все монеты для широкого обращения стали выпускать из недрагоценных металлов. Некоторые из них не претерпели существенных изменений по сей день (например, дайм с изображением Рузвельта). Доллар с изображением Эйзенхауэра и Сьюзен Энтони вышли из обращения. Изображение на долларе, который чеканили с 1971 по 1978 годы, включает в себя два памятных события. В 1969 году умер Д. Эйзенхауэр, а американские астронавты высадились на Луне. Выпущенная два года спустя монета на аверсе содержала изображение бывшего президента, а на реверсе весьма символически был изображён белоголовый орлан — геральдический символ США, на фоне планеты Земля садящийся на лунную поверхность.
| Первые полуцентовые монеты США |          |                |             |                |         |       |        |
| Дата выпуска | Металл   | Масса общая, г | Диаметр, мм | Тираж, шт.     | Гурт    | Аверс | Реверс |
| 1793—1808 (с перерывами) | 100 % Cu | 5,44           | 23,5        | менее 18 млн   | гладкий |       |        |
| Аверс: изображение Свободы. Реверс: венок из оливковых ветвей Гравёр: Роберт Скот (англ. Robert Scot) Чеканка: монетный двор Филадельфии.                 |          |                |             |                |         |       |        |
| Полцента с изображением Свободы в классическом стиле |          |                |             |                |         |       |        |
| Дата выпуска | Металл   | Масса общая, г | Диаметр, мм | Тираж, шт.     | Гурт    | Аверс | Реверс |
| 1809—1836 (с перерывами) | 100 % Cu | 5.44           | 23,5        | более 3,5 млн  | гладкий |       |        |
| Аверс: изображение Свободы Реверс: белоголовый орлан — венок из оливковых ветвей Гравёр: Джон Райх (англ. John Reich) Чеканка: монетный двор Филадельфии. |          |                |             |                |         |       |        |
| Полцента с изображением Свободы с заплетёнными волосами                                                                                                   |          |                |             |                |         |       |        |
| Дата выпуска | Металл   | Масса общая    | Диаметр, мм | Тираж, шт.     | Гурт    | Аверс | Реверс |
| 1840—1857 | 100 % Cu | 5,44           | 23          | более 500 тыс. | гладкий |       |        |
| Аверс: изображение женщины, символизирующей Свободу Реверс: венок из оливковых ветвей. Гравёр: Кристиан Гобрехт Чеканка: монетный двор Филадельфии        |          |                |             |                |         |       |        |

| Первые одноцентовые монеты США |                  |                |             |                |         |       |        |
| Дата выпуска | Металл           | Масса общая, г | Диаметр, мм | Тираж, шт.     | Гурт    | Аверс | Реверс |
| 1793—1807 | 100 % Cu         | 10,9           | 28          | более 17 млн   | гладкий |       |        |
| Аверс: изображение Свободы. Реверс: венок из оливковых ветвей Гравёр: Роберт Скот (англ. Robert Scot) Чеканка: монетный двор Филадельфии.                                                                                               |                  |                |             |                |         |       |        |
| Цент с изображением Свободы в классическом стиле |                  |                |             |                |         |       |        |
| Дата выпуска | Металл           | Масса общая, г | Диаметр, мм | Тираж, шт.     | Гурт    | Аверс | Реверс |
| 1808—1814 | 100 % Cu         | 10.9           | 28-29       | более 4,7 млн  | гладкий |       |        |
| Аверс: изображение Свободы Реверс: белоголовый орлан — венок из оливковых ветвей Гравёр: Джон Райх (англ. John Reich) Чеканка: монетный двор Филадельфии.                                                                               |                  |                |             |                |         |       |        |
| Цент с изображением Свободы в диадеме |                  |                |             |                |         |       |        |
| Дата выпуска | Металл           | Масса общая    | Диаметр, мм | Тираж, шт.     | Гурт    | Аверс | Реверс |
| 1816—1857 | 100 % Cu         | 10,9           | 27-29       | более 128 млн  | гладкий |       |        |
| Аверс: изображение женщины, символизирующей Свободу Реверс: венок из оливковых ветвей. Гравёр: Роберт Скот и Кристиан Гобрехт Чеканка: монетный двор Филадельфии                                                                        |                  |                |             |                |         |       |        |
| Цент с летящим орлом |                  |                |             |                |         |       |        |
| Дата выпуска | Металл           | Масса общая    | Диаметр, мм | Тираж, шт.     | Гурт    | Аверс | Реверс |
| 1856—1858 | 88 % Cu, 12 % Ni | 4,7            | 19          | более 42 млн   | гладкий |       |        |
| Аверс: изображение летящего орлана Реверс: обозначение номинала в венке из колосьев пшеницы, початков кукурузы и листьев табака. Гравёр: Джеймс Лонгекр Чеканка: монетный двор Филадельфии                                              |                  |                |             |                |         |       |        |
| Цент с изображением индейца |                  |                |             |                |         |       |        |
| Дата выпуска | Металл           | Масса общая    | Диаметр, мм | Тираж, шт.     | Гурт    | Аверс | Реверс |
| 1859—1909 | латунь           | 3,11           | 19          | более 1,9 млрд | гладкий |       |        |
| Аверс: изображение женщины в индейском головном уборе Реверс: обозначение номинала в венке из лавровых листьев, щит, символизирующий государственное единство Гравёр: Джеймс Лонгекр Чеканка: монетный двор Филадельфии и Сан-Франциско |                  |                |             |                |         |       |        |
| Пшеничный цент |                  |                |             |                |         |       |        |
| Дата выпуска | Металл           | Масса общая    | Диаметр, мм | Тираж, шт.     | Гурт    | Аверс | Реверс |
| 1909—1958 | латунь           | 3,11           | 19          | более 20 млрд  | гладкий |       |        |
| Аверс: Авраам Линкольн Реверс: два колоска по сторонам, надписи «ONE CENT», «E PLURIBUS UNUM» и «UNITED STATES OF AMERICA» Гравёр: Виктор Бреннер Чеканка: монетный двор Филадельфии, Денвера и Сан-Франциско                           |                  |                |             |                |         |       |        |

| 2 цента США |         |                |             |              |         |       |        |
| Дата выпуска | Металл  | Масса общая, г | Диаметр, мм | Тираж, шт.   | Гурт    | Аверс | Реверс |
| 1864—1873 | 95 % Cu | 6,2            | 23          | более 45 млн | гладкий |       |        |
| Аверс: геральдический щит. Реверс: венок из колосьев пшеницы Гравёр: Джеймс Лонгекр Чеканка: монетный двор Филадельфии. |         |                |             |              |         |       |        |

| 3 цента США |                   |                |             |              |         |       |        |
| Дата выпуска | Металл            | Масса общая, г | Диаметр, мм | Тираж, шт.   | Гурт    | Аверс | Реверс |
| 1865—1889 | 75 % Cu и 25 % Ni | 1,9            | 17,9        | более 31 млн | гладкий |       |        |
| Аверс: изображение Свободы. Реверс: цифра «III» в центре венка из оливковых ветвей Гравёр: Джеймс Лонгекр Чеканка: монетный двор Филадельфии. |                   |                |             |              |         |       |        |

| 5 центов со щитом |                   |                |             |                |         |       |        |
| Дата выпуска | Металл            | Масса общая, г | Диаметр, мм | Тираж, шт.     | Гурт    | Аверс | Реверс |
| 1866—1883 | 75 % Cu и 25 % Ni | 5              | 20,5        | более 128 млн  | гладкий |       |        |
| Аверс: геральдический щит. Реверс: цифра «5» в центре круга из 13 звёзд Гравёр: Джеймс Лонгекр Чеканка: монетный двор Филадельфии.             |                   |                |             |                |         |       |        |
| 5 центов с изображением Свободы V |                   |                |             |                |         |       |        |
| Дата выпуска | Металл            | Масса общая, г | Диаметр, мм | Тираж, шт.     | Гурт    | Аверс | Реверс |
| 1883—1913 | 75 % Cu и 25 % Ni | 5              | 21,2        | более 570 млн  | гладкий |       |        |
| Аверс: изображение Свободы Реверс: цифра «V» в центре венка Гравёр: Чарльз Барбер Чеканка: монетный двор Филадельфии, Денвера и Сан-Франциско. |                   |                |             |                |         |       |        |
| 5 центов с изображением индейца |                   |                |             |                |         |       |        |
| Дата выпуска | Металл            | Масса общая    | Диаметр, мм | Тираж, шт.     | Гурт    | Аверс | Реверс |
| 1913—1938 | 75 % Cu и 25 % Ni | 5              | 21,2        | более 1,2 млрд | гладкий |       |        |
| Аверс: изображение индейца Реверс: бизон Гравёр: Джеймс Фрейзер Чеканка: монетный двор Филадельфии, Денвера и Сан-Франциско                    |                   |                |             |                |         |       |        |

| Доллар Эйзенхауэра |                                            |                |             |               |          |       |        |
| Дата выпуска | Металл                                     | Масса общая, г | Диаметр, мм | Тираж, шт.    | Гурт     | Аверс | Реверс |
| 1971—1978 | медно-никелевый сплав                      | 22,7           | 38,5        | более 680 млн | рубчатый |       |        |
| Аверс: Дуайт Эйзенхауэр. Реверс: Символизирует высадку американцев на Луне Гравёр: Франк Гаспарро Чеканка: монетные дворы Филадельфии, Денвера и Сан-Франциско.    |                                            |                |             |               |          |       |        |
| Доллар Сьюзен Энтони |                                            |                |             |               |          |       |        |
| Дата выпуска | Металл                                     | Масса общая, г | Диаметр, мм | Тираж, шт.    | Гурт     | Аверс | Реверс |
| 1979—1981, 1999 | никель-медный сплав (91,67 % Cu и 8,33 Ni) | 8,1            | 26,5        | более 880 млн | рубчатый |       |        |
| Аверс: изображение С.Энтони Реверс: Символизирует высадку американцев на Луне Гравёр: Франк Гаспарро Чеканка: монетные дворы Филадельфии, Денвера и Сан-Франциско. |                                            |                |             |               |          |       |        |

## Памятные, юбилейные и инвестиционные монеты

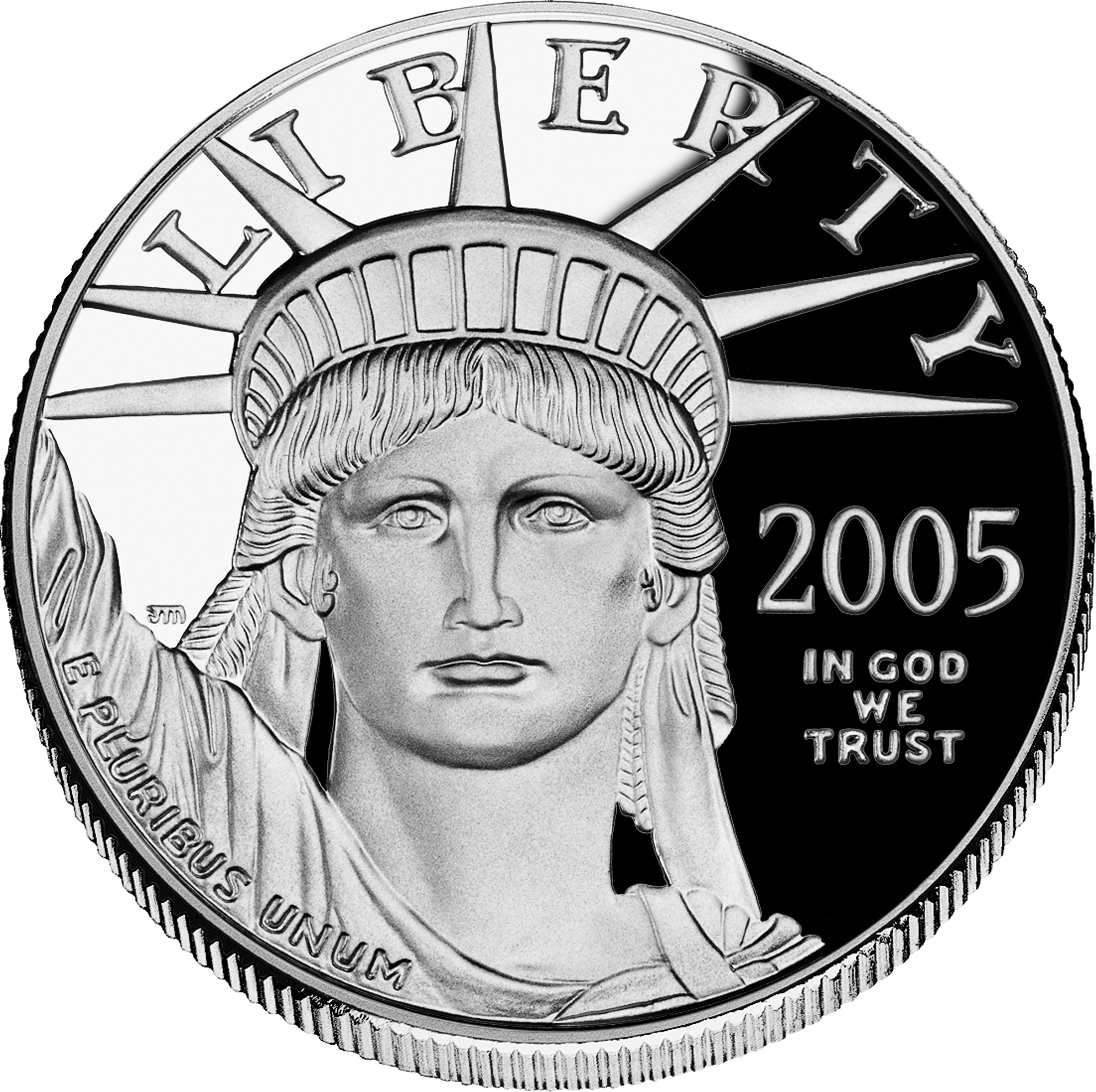
Аверс американских платиновых монет

Кроме монет для обращения, ежегодно чеканится большое количество памятных, юбилейных и инвестиционных монет.

### Инвестиционные монеты
Инвестиционные монеты выпускаются из драгоценных металлов. В обиход не попадают. Хоть теоретически они и являются законным платёжным средством, и на них можно приобрести товар по номинальной стоимости, их внутренняя стоимость (цена металла, из которого они отчеканены) значительно превышает номинальную.
Производятся из серебра, золота и платины. Впервые инвестиционные монеты США были выпущены в 1986 году. Их выпуск был разрешён монетным актом 1985 года.

#### Серебряные

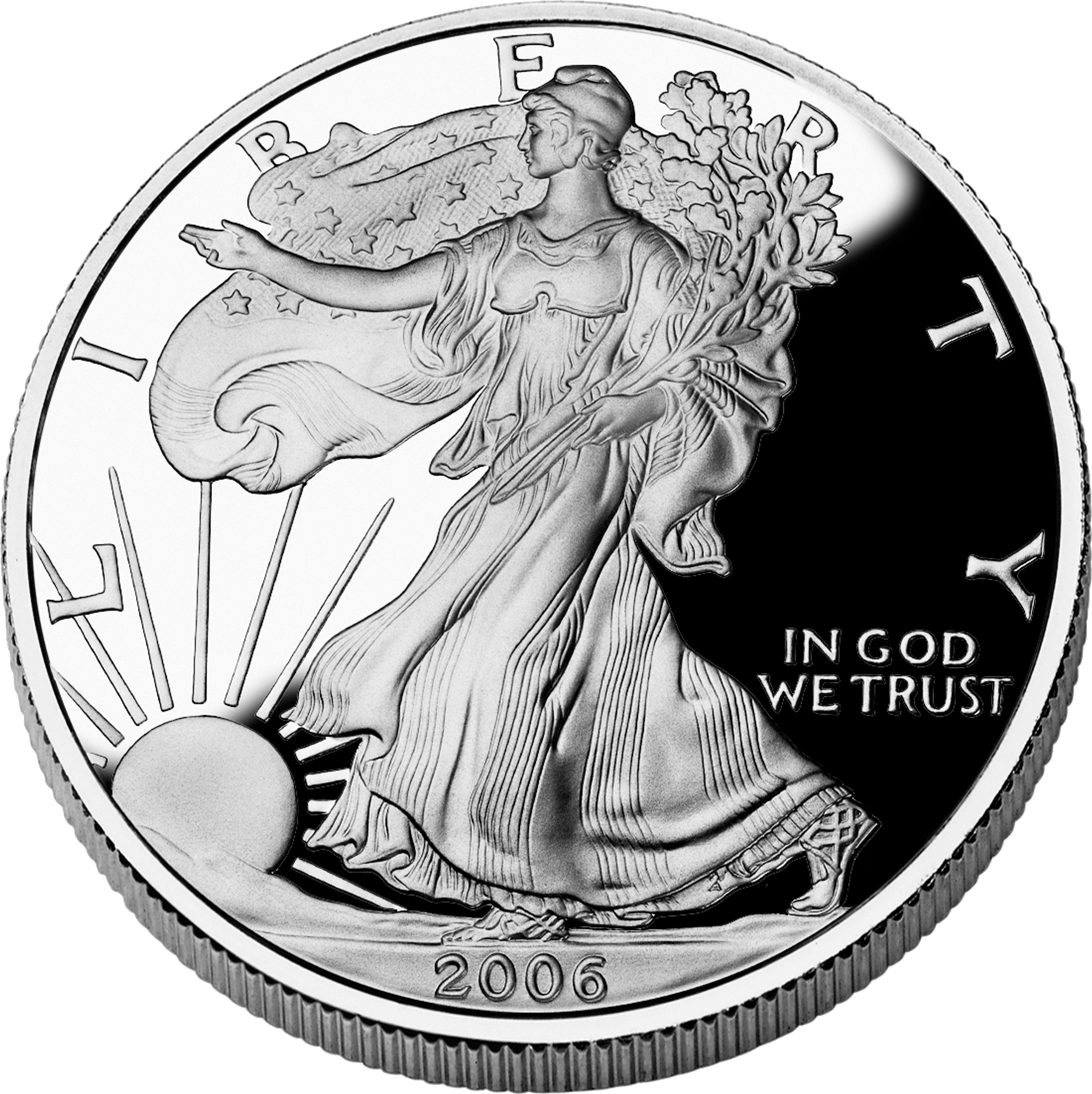
Аверс серебряной однодолларовой монеты 2006 года

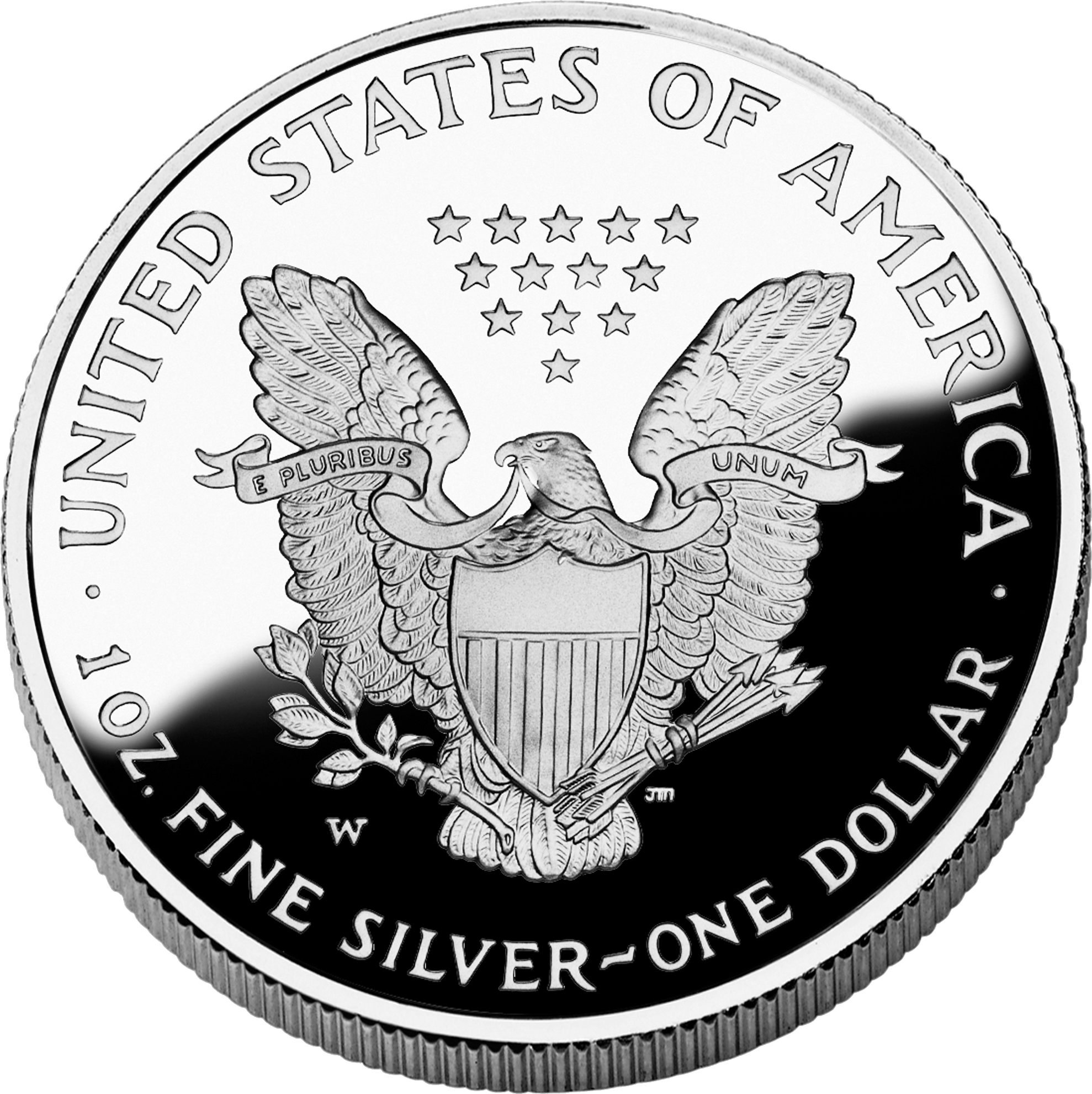
Реверс серебряной однодолларовой монеты 2006 года

Из 99,9%-го серебра с 1986 года чеканят монеты номинальной стоимостью 1 доллар, весом в 1 тройскую унцию (31,103 г) чистого серебра. Аверс данных монет повторяет лицевую сторону монет 50 центов с идущей Свободой, которые выпускались в 1916—1947 годах. Реверс содержит несколько модифицированное изображение большой печати США с полукруговыми надписями «UNITED STATES OF AMERICA» и «1 OZ. FINE SILVER — ONE DOLLAR».

#### Золотые

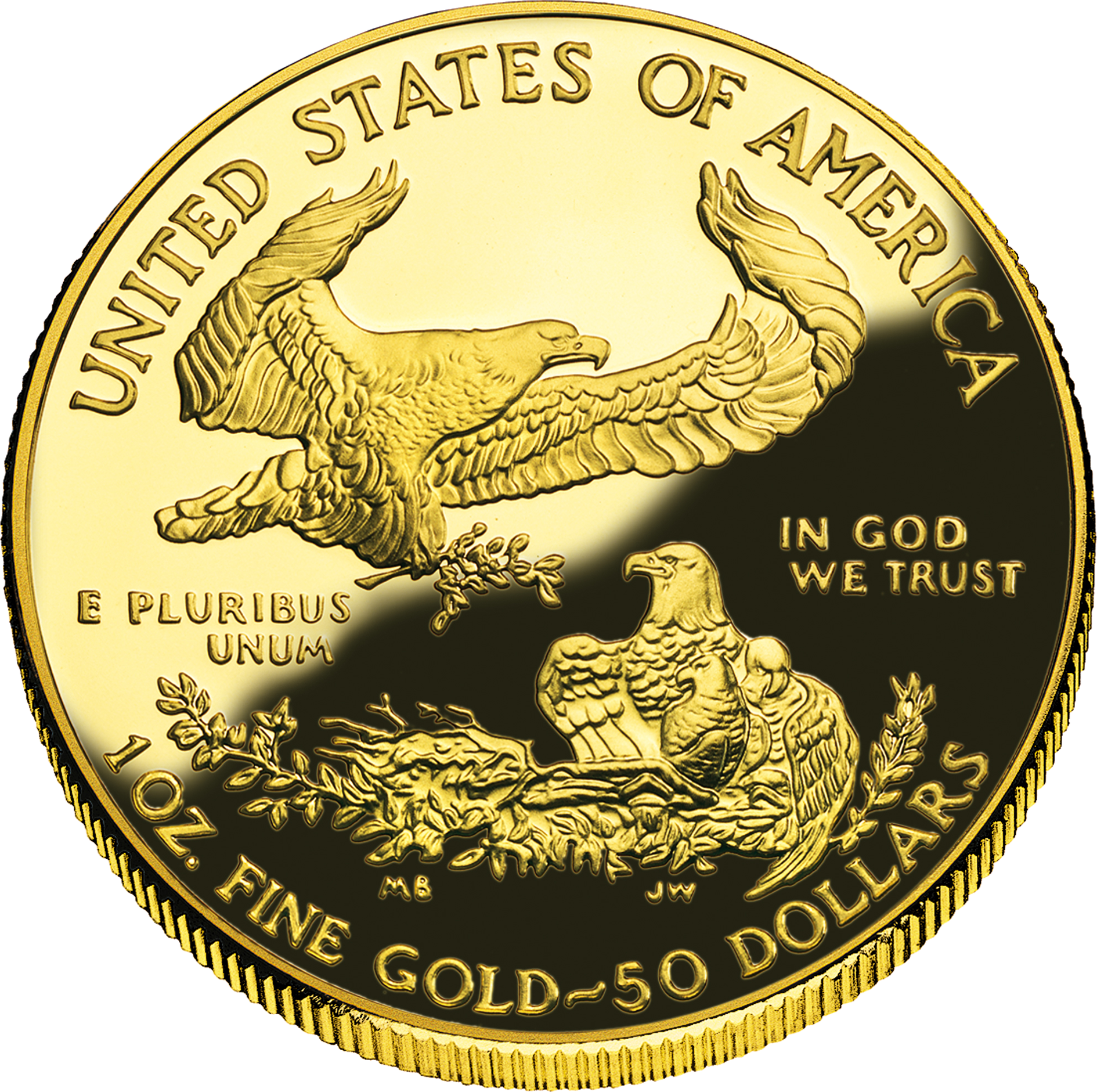
Реверс золотой инвестиционной монеты 2006 года

Монетным актом 1985 года было разрешено выпускать золотые инвестиционные монеты. После более чем 50-летнего перерыва (до этого последние золотые монеты были отчеканены в 1933 году) в 1986 году их стали выпускать вновь.
С 1986 года ежегодно чеканят из 91,67%-го золота монеты номиналом 5 $, 10 $, 25 $ и 50 $. Их лицевая сторона повторяет аверс монет 20 долларов Сент-Годенса, которые находились в обиходе с 1907 по 1933 год. На реверсе изображён орёл, который несёт символ мира — оливковую ветвь — в гнездо с орлицей и орлятами.
В 2006 году стали выпускать монету номиналом 50 $ из 99,99%-го золота, которая практически полностью по дизайну повторяет 5 центов с изображением индейца. Монету также выпускают ежегодно. В 2008 году были отчеканены 5-, 10- и 25-долларовые монеты, аналогичные 50 $, соответствующего веса.
Так как данные монеты являются инвестиционными и не предназначены для обращения, то на них также указывают вес. Причём, не вес самой монеты, а вес находящегося в ней чистого золота. В зависимости от номинала он составляет:
- 5 $ — 1/10 тройской унции
- 10 $ — 1/4 тройской унции
- 25 $ — 1/2 тройской унции
- 50 $ — 1 тройская унция

#### Платиновые
Монеты, выполненные из платины 0,9995 пробы, номиналами 10, 25, 50 и 100 долларов впервые были выпущены монетным двором США в 1997 году. Дизайн монет разных номиналов совпадает, за исключением надписей на реверсе о номинале и весе (в унциях) металла. Вес в зависимости от номинала варьирует:
- 10 $ — 1/10 тройской унции
- 25 $ — 1/4 тройской унции
- 50 $ — 1/2 тройской унции
- 100 $ — 1 тройская унция

Внутренняя стоимость монеты (стоимость металла, из которого она отчеканена) значительно превышает номинальную. В связи с этим в обиходе не встречаются.
| Реверс 100 $ | Год  | Вес, oz | Вес, гр | Диаметр, мм | Толщина, мм | Качество | Тираж   |
|              | 1997 | 1       | 31,120  | 32,70       | 2,39        | BU       | 56 000  |
| 1997         | 1    | 31,120  | 32,70   | 2,39        | Proof       | 16 000   |         |
| 1997         | 1/2  | 15,560  | 27,0    | 1,75        | BU          | 20 500   |         |
| 1997         | 1/2  | 15,560  | 27,0    | 1,75        | Proof       | 14 640   |         |
| 1997         | 1/4  | 7,780   | 22,0    | 1,32        | BU          | 27 100   |         |
| 1997         | 1/4  | 7,780   | 22,0    | 1,32        | Proof       | 18 730   |         |
| 1997         | 1/10 | 3,112   | 16,5    | 0,95        | BU          | 70 250   |         |
| 1997         | 1/10 | 3,112   | 16,5    | 0,95        | Proof       | 37 270   |         |
|              | 1998 | 1       | 31,120  | 32,70       | 2,39        | BU       | 133 002 |
| 1998         | 1    | 31,120  | 32,70   | 2,39        | Proof       | 26 050   |         |
| 1998         | 1/2  | 15,560  | 27,0    | 1,75        | BU          | 32 419   |         |
| 1998         | 1/2  | 15,560  | 27,0    | 1,75        | Proof       | 13 920   |         |
| 1998         | 1/4  | 7,780   | 22,0    | 1,32        | BU          | 38 887   |         |
| 1998         | 1/4  | 7,780   | 22,0    | 1,32        | Proof       | 14 203   |         |
| 1998         | 1/10 | 3,112   | 16,5    | 0,95        | BU          | 39 525   |         |
| 1998         | 1/10 | 3,112   | 16,5    | 0,95        | Proof       | 19 920   |         |
|              | 1999 | 1       | 31,120  | 32,70       | 2,39        | BU       | 56 707  |
| 1999         | 1    | 31,120  | 32,70   | 2,39        | Proof       | 12 355   |         |
| 1999         | 1/2  | 15,560  | 27,0    | 1,75        | BU          | 32 309   |         |
| 1999         | 1/2  | 15,560  | 27,0    | 1,75        | Proof       | 11 100   |         |
| 1999         | 1/4  | 7,780   | 22,0    | 1,32        | BU          | 39 734   |         |
| 1999         | 1/4  | 7,780   | 22,0    | 1,32        | Proof       | 13 524   |         |
| 1999         | 1/10 | 3,112   | 16,5    | 0,95        | BU          | 55 955   |         |
| 1999         | 1/10 | 3,112   | 16,5    | 0,95        | Proof       | 19 125   |         |
|              | 2000 | 1       | 31,120  | 32,70       | 2,39        | BU       | 10 003  |
| 2000         | 1    | 31,120  | 32,70   | 2,39        | Proof       | 12 400   |         |
| 2000         | 1/2  | 15,560  | 27,0    | 1,75        | BU          | 18 892   |         |
| 2000         | 1/2  | 15,560  | 27,0    | 1,75        | Proof       | 11 000   |         |
| 2000         | 1/4  | 7,780   | 22,0    | 1,32        | BU          | 20 054   |         |
| 2000         | 1/4  | 7,780   | 22,0    | 1,32        | Proof       | 11 900   |         |
| 2000         | 1/10 | 3,112   | 16,5    | 0,95        | BU          | 34 027   |         |
| 2000         | 1/10 | 3,112   | 16,5    | 0,95        | Proof       | 15 600   |         |
|              | 2001 | 1       | 31,120  | 32,70       | 2,39        | BU       | 14 070  |
| 2001         | 1    | 31,120  | 32,70   | 2,39        | Proof       | 14 000   |         |
| 2001         | 1/2  | 15,560  | 27,0    | 1,75        | BU          | 12 815   |         |
| 2001         | 1/2  | 15,560  | 27,0    | 1,75        | Proof       | 13 000   |         |
| 2001         | 1/4  | 7,780   | 22,0    | 1,32        | BU          | 21 815   |         |
| 2001         | 1/4  | 7,780   | 22,0    | 1,32        | Proof       | 15 000   |         |
| 2001         | 1/10 | 3,112   | 16,5    | 0,95        | BU          | 52 017   |         |
| 2001         | 1/10 | 3,112   | 16,5    | 0,95        | Proof       | 25 000   |         |
|              | 2002 | 1       | 31,120  | 32,70       | 2,39        | BU       | 11 502  |
| 2002         | 1    | 31,120  | 32,70   | 2,39        | Proof       | 9835     |         |
| 2002         | 1/2  | 15,560  | 27,0    | 1,75        | BU          | 24 005   |         |
| 2002         | 1/2  | 15,560  | 27,0    | 1,75        | Proof       | 8775     |         |
| 2002         | 1/4  | 7,780   | 22,0    | 1,32        | BU          | 27 405   |         |
| 2002         | 1/4  | 7,780   | 22,0    | 1,32        | Proof       | 9285     |         |
| 2002         | 1/10 | 3,112   | 16,5    | 0,95        | BU          | 23 005   |         |
| 2002         | 1/10 | 3,112   | 16,5    | 0,95        | Proof       | 12 365   |         |
|              | 2003 | 1       | 31,120  | 32,70       | 2,39        | BU       | 8007    |
| 2003         | 1    | 31,120  | 32,70   | 2,39        | Proof       | 14 000   |         |
| 2003         | 1/2  | 15,560  | 27,0    | 1,75        | BU          | 17 409   |         |
| 2003         | 1/2  | 15,560  | 27,0    | 1,75        | Proof       | 13 000   |         |
| 2003         | 1/4  | 7,780   | 22,0    | 1,32        | BU          | 25 207   |         |
| 2003         | 1/4  | 7,780   | 22,0    | 1,32        | Proof       | 15 000   |         |
| 2003         | 1/10 | 3,112   | 16,5    | 0,95        | BU          | 22 007   |         |
| 2003         | 1/10 | 3,112   | 16,5    | 0,95        | Proof       | 20 000   |         |
|              | 2004 | 1       | 31,120  | 32,70       | 2,39        | BU       | 7009    |
| 2004         | 1    | 31,120  | 32,70   | 2,39        | Proof       | 14 000   |         |
| 2004         | 1/2  | 15,560  | 27,0    | 1,75        | BU          | 13 236   |         |
| 2004         | 1/2  | 15,560  | 27,0    | 1,75        | Proof       | 13 000   |         |
| 2004         | 1/4  | 7,780   | 22,0    | 1,32        | BU          | 18 010   |         |
| 2004         | 1/4  | 7,780   | 22,0    | 1,32        | Proof       | 15 000   |         |
| 2004         | 1/10 | 3,112   | 16,5    | 0,95        | BU          | 15 010   |         |
| 2004         | 1/10 | 3,112   | 16,5    | 0,95        | Proof       | 20 000   |         |
|              | 2005 | 1       | 31,120  | 32,70       | 2,39        | BU       | 6310    |
| 2005         | 1    | 31,120  | 32,70   | 2,39        | Proof       | 14 000   |         |
| 2005         | 1/2  | 15,560  | 27,0    | 1,75        | BU          | 9013     |         |
| 2005         | 1/2  | 15,560  | 27,0    | 1,75        | Proof       | 13 000   |         |
| 2005         | 1/4  | 7,780   | 22,0    | 1,32        | BU          | 12 013   |         |
| 2005         | 1/4  | 7,780   | 22,0    | 1,32        | Proof       | 15 000   |         |
| 2005         | 1/10 | 3,112   | 16,5    | 0,95        | BU          | 14 013   |         |
| 2005         | 1/10 | 3,112   | 16,5    | 0,95        | Proof       | 20 000   |         |
|              | 2006 | 1       | 31,120  | 32,70       | 2,39        | BU       | 6000    |
| 2006         | 1    | 31,120  | 32,70   | 2,39        | Proof       | ?        |         |
| 2006         | 1/2  | 15,560  | 27,0    | 1,75        | BU          | 9602     |         |
| 2006         | 1/2  | 15,560  | 27,0    | 1,75        | Proof       | ?        |         |
| 2006         | 1/4  | 7,780   | 22,0    | 1,32        | BU          | 12 001   |         |
| 2006         | 1/4  | 7,780   | 22,0    | 1,32        | Proof       | ?        |         |
| 2006         | 1/10 | 3,112   | 16,5    | 0,95        | BU          | 11 001   |         |
| 2006         | 1/10 | 3,112   | 16,5    | 0,95        | Proof       | ?        |         |
|              | 2007 | 1       | 31,120  | 32,70       | 2,39        | BU       | 7202    |
| 2007         | 1    | 31,120  | 32,70   | 2,39        | Proof       | ?        |         |
| 2007         | 1/2  | 15,560  | 27,0    | 1,75        | BU          | 7001     |         |
| 2007         | 1/2  | 15,560  | 27,0    | 1,75        | Proof       | ?        |         |
| 2007         | 1/4  | 7,780   | 22,0    | 1,32        | BU          | 8402     |         |
| 2007         | 1/4  | 7,780   | 22,0    | 1,32        | Proof       | ?        |         |
| 2007         | 1/10 | 3,112   | 16,5    | 0,95        | BU          | 13 003   |         |
| 2007         | 1/10 | 3,112   | 16,5    | 0,95        | Proof       | ?        |         |
|              | 2008 | 1       | 31,120  | 32,70       | 2,39        | BU       | ?       |
| 2008         | 1    | 31,120  | 32,70   | 2,39        | Proof       | ?        |         |
| 2008         | 1/2  | 15,560  | 27,0    | 1,75        | BU          | ?        |         |
| 2008         | 1/2  | 15,560  | 27,0    | 1,75        | Proof       | ?        |         |
| 2008         | 1/4  | 7,780   | 22,0    | 1,32        | BU          | ?        |         |
| 2008         | 1/4  | 7,780   | 22,0    | 1,32        | Proof       | ?        |         |
| 2008         | 1/10 | 3,112   | 16,5    | 0,95        | BU          | ?        |         |
| 2008         | 1/10 | 3,112   | 16,5    | 0,95        | Proof       | ?        |         |
|              | 2009 | 1       | 31,120  | 32,70       | 2,39        | Proof    | 8000    |
|              | 2010 | 1       | 31,120  | 32,70       | 2,39        | Proof    | 10 000  |

### Памятные и юбилейные монеты

Коллекционный альбом с квотерами штатов США

Памятные и юбилейные монеты чеканят либо в ознаменование юбилейных дат, либо в память о каком-либо определённом событии или месте. Первой такой монетой являются 25 центов, выпущенные в 1893 году в честь 400-летия открытия Колумбом Америки.
С 1982 года практически ежегодно выпускается несколько монет в ознаменование того или иного события. Во многих случаях эти монеты быстро выводятся из обихода. Однако монеты, отчеканенные большим тиражом, долго находятся в обращении. К таким выпускам можно отнести 25-, 50-центовые и 1-долларовую монеты, отчеканенные миллиардными тиражами в ознаменование 200-летия независимости США.
Чеканка большого количества памятных монет для обихода является весьма выгодной для монетного двора США за счёт сеньоража. Так, сеньораж от выпуска 50 различных 25-центовых монет в 1999—2008 годах составил около 6 млрд долларов. Сеньораж формируется следующим образом. Ежегодно для насыщения денежного оборота необходим выпуск определённого количества монет и банкнот различных номиналов. Чеканка одной монеты стоит значительно меньше её номинальной стоимости. Человек, приобретающий монету по номиналу не для дальнейшего использования, а для коллекции, выводит её из оборота, а разница между номиналом и стоимостью чеканки составляет сеньораж.
В связи с тем, что программа выпуска 25-центовых монет различных штатов миллиардными тиражами оказалась удачной, монетный двор стал ежегодно чеканить памятные монеты для обихода. Так, в 2009-м было отчеканено 6 монет территорий США, с 2010 по 2021 годы планируется выпуск пятидесяти шести 25-центовых монет с изображением национальных парков, в 2004—2005 годах были отчеканены 4 различные 5-центовые монеты в честь 200-летия экспедиции Льюиса и Кларка, с 2007 по 2017 год планируется выпустить не менее 70 различных однодолларовых монет. В 2009—2010 годах были отчеканены также 5 различных типов 1-центовых монет.

## Монеты Конфедеративных Штатов Америки

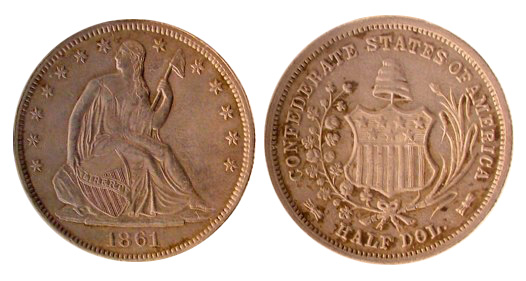
50 центов Конфедерации

Вскоре после объявления создания нового государства Конфедеративные Штаты стали выпускать собственную валюту.
В состав Конфедерации входил штат Луизиана. В столице этого штата Новом Орлеане находился монетный двор. На нём под контролем правительства новообразованного государства было выпущено 962 633 серебряных полудолларовых монеты довоенного образца.
На монетном дворе Нового Орлеана были отчеканены также 4 пробные монеты номиналом в 50 центов, аверс которых повторял лицевую сторону довоенных монет, а реверс содержал символы Конфедерации. На нём изображался щит с 15 вертикальными полосами и 7 звёздами, над которым помещён фригийский колпак — символ свободы и революции. По бокам от щита расположен венок из ветвей хлопка и сахарного тростника — основных сельскохозяйственных культур южных штатов. По краю монеты находятся надпись «CONFEDERATE STATES OF AMERICA» и обозначение номинала «HALF DOL.». Впоследствии было выпущено много копий столь редкой (всего 4 экземпляра) монеты.

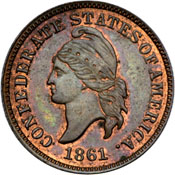
Аверс 1 цента Конфедерации
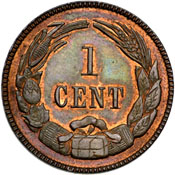
Реверс 1 цента Конфедерации

В 1861 году было выпущено 12 пробных медно-никелевых монет номинальной стоимостью в 1 цент. На аверсе изображена римская богиня мудрости Минерва во фригийском колпаке, надпись «CONFEDERATE STATES OF AMERICA». Реверс содержит обозначение номинала «1 CENT» в центре венка, состоящего из основных сельскохозяйственных культур Юга. Внизу изображена также кипа хлопка — основа экономики Конфедерации. Впоследствии было выпущено множество копий этой монеты из самых разнообразных металлов (за исключением медно-никелевого сплава).
В последующие годы монеты не чеканились. Это объясняется несколькими обстоятельствами. Почти все банковские запасы золота и серебра были собраны в казначействе Конфедерации и в начале войны были отправлены в Европу на оплату военных поставок. Потеря Нового Орлеана в конце апреля 1862 года привела к утрате монетного двора, став также ударом по экономической системе Конфедерации. Главный порт южан оказался в руках врага. Это привело к уменьшению потока иностранных займов и обесцениванию доллара Конфедерации:110—112.

## Торговый доллар

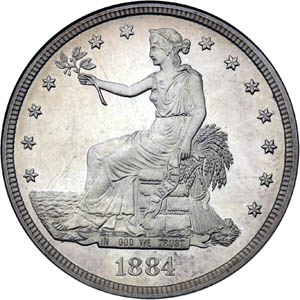
Аверс монеты

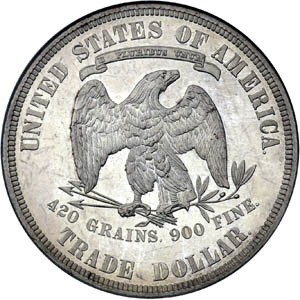
Реверс монеты

Во второй половине XIX столетия Китай придерживался, в отличие от других стран, серебряного стандарта. Основным металлом, выполнявшим функцию денег, в Китае являлось серебро. Для торговли с Китаем США были выпущены специальные монеты — торговые доллары. Наряду с ними в Китае были широко распространены мексиканские серебряные песо.
В 1873 году конгрессом США был принят монетный акт, который, в частности, предусматривал выпуск торговых долларов.
Создатели торгового доллара несколько просчитались. Новая монета содержала надпись, свидетельствующую о весе монеты и содержании в ней ценного металла, — «420 GRAINS 900 FINE», что соответствовало 27,2 грамма 90-процентного серебра. Таким образом, по замыслу создателей, монета должна была бы быть более полновесной по сравнению с распространённым мексиканским песо, содержащим 416 гран серебра. Орёл, расположенный на реверсе монеты, был схож с мексиканским. Однако американцы не учли, что мексиканские монеты были изготовлены из серебра более высокой пробы. В результате в них содержалось большее количество чистого серебра и соответственно именно мексиканские песо являлись более привлекательными в сравнении с американским торговым долларом.
Хоть торговые доллары и не попадали непосредственно на внутренний американский рынок, однако они являлись законным платёжным средством. На монете содержалась надпись «UNITED STATES OF AMERICA». Любой человек мог купить товар по номинальной стоимости за привезённый с Востока торговый доллар. Положение изменилось в 1876 году в связи с резким снижением стоимости серебра относительно золота. Монеты, созданные для внешней торговли, выкупали за сумму эквивалентную 80 центам, перевозили через океан обратно в США, где покупали на них товар по номинальной стоимости. В результате конгрессом был принят закон, согласно которому торговые доллары переставали быть законным платёжным средством на территории США. Таким образом, торговый доллар стал единственной монетой, выпущенной монетным двором США миллионными тиражами с надписью «UNITED STATES OF AMERICA», не являющейся законным платёжным средством на территории США.

## Пробные монеты

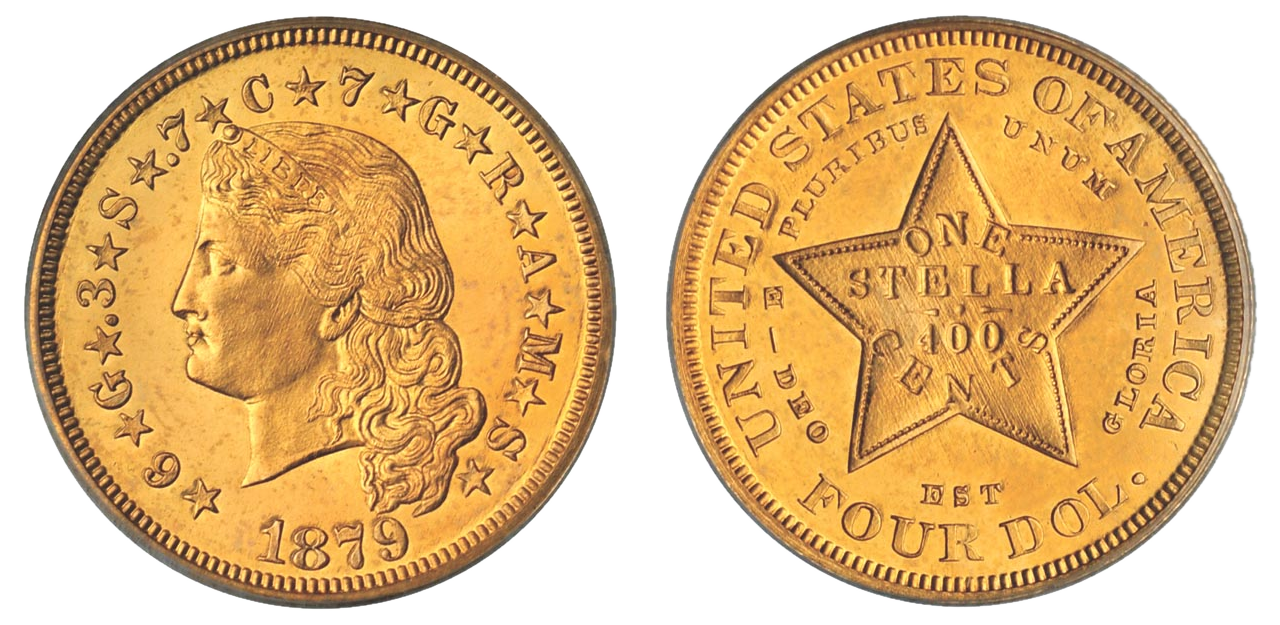
Стелла 1879 года

Кроме монет, предназначенных для обращения, на монетном дворе могут изготавливаться пробные экземпляры. В отличие от обиходных, они не являются законным платёжным средством, а представляют лишь исторический или коллекционный интерес. Пробные монеты производят с двумя целями. В одном случае — единичные экземпляры, которые повторяют форму и изображение монеты, являются как бы тестовыми. Их могут производить из самых разнообразных металлов — олова, свинца, никеля и др. В другом случае пробными становятся образцы, предназначенные для обихода, но по определённым причинам в обращение не попавшие.
Существует несколько сотен типов монет США, которые являются пробными. В основном они представлены тестовыми экземплярами.
К пробным монетам, подготовленным, но не попавшим в обращение, относят стеллу — монету номиналом 4 доллара, получившую название от лат. stella — «звезда». История её создания связана с Латинским валютным союзом. Этот союз был создан Францией в 1865 году с целью унификации нескольких валют. В эпоху, когда монеты чеканились из драгоценных металлов, было предложено различным независимым странам выпускать монеты с одинаковым содержанием золота и серебра. На монетном дворе США была выпущена стелла, которая соответствовала бы 20 французским франкам, 20 испанским песетам, 20 итальянским лирам, 8 голландским и австрийским флоринам. Однако идея вступления в Латинский валютный союз была отвергнута конгрессом, и 4-долларовая стелла в обращение не попала.

## Самые дорогие

### 20 долларов 1933 года

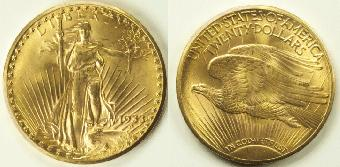
20 долларов 1933 года — самая дорогая монета в мире

В 1933 году в связи с экономическим кризисом, получившим название «Великой депрессии», США были вынуждены отказаться от золотомонетного стандарта. Золотые монеты подлежали выведению из оборота и переплавке. Отчеканенные несколько ранее 445 500 экземпляров были переплавлены.
20 монет всё же уцелели. Все они были незаконным путём приобретены ювелиром Израэлем Свиттом. С девятью из них он расстался, продав частным коллекционерам, одним из которых был король Египта Фарук. Продажа столь редких денежных единиц не могла остаться незамеченной, и усилиями спецслужб США эти монеты были конфискованы (за исключением экземпляра, попавшего королю Египта). В 1991 году британцу Стивену Фентону удалось завладеть этим экземпляром. Монета так же была конфискована спецслужбами США. В результате длительных судебных процессов суд постановил продать монету на аукционе, а вырученные деньги разделить между казначейством США и Стивеном Фентоном. Монета была продана в 2002 году анонимному коллекционеру за 7 590 020 $. В 2004 году у наследников Израэля Свитта было обнаружено ещё 10 экземпляров 20-долларовых монет 1933 года, которые были конфискованы и помещены в Форт Нокс.

### Доллар 1804 года

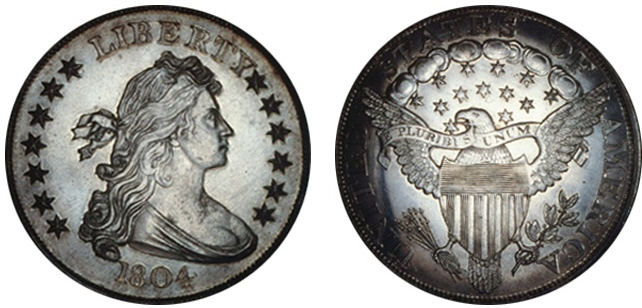
1804. Серебряный доллар

Доллар 1804 года имеет особую историю, благодаря чему стал одной из самых дорогих монет мира. На аукционах 2001, 2008 и 2009 годов доллар 1804 года был продан более чем за 4 млн $ (вместе с несколькими другими монетами), 3 735 500 $ и 2 300 000 $, соответственно.
В 1804 году было отчеканено 19 750 серебряных долларов. Особенностью данного выпуска было то, что использовался штемпель 1803 года. Таким образом, все выпущенные в 1804 году серебряные доллары были датированы 1803 годом. После этого более чем 30 лет монеты номиналом в 1 доллар не выпускались.
В 1834 году во время президентства Эндрю Джексона было принято решение выпустить несколько подарочных наборов для правителей азиатских государств. Предполагалось, что в набор войдут все монеты, находящиеся в обиходе в США. Последний раз на тот момент монета номиналом в 1 доллар чеканилась в 1804 году. Гравёры не учли, что эти монеты были датированы 1803 годом. В результате были созданы штемпели для доллара, датированного 1804 годом. Всего в 1834 году было выпущено 8 долларов 1804 года качества «Proof». Из них одна была вручена в дар султану Омана, одна — королю Сиама Раме III. Одна монета была оставлена в коллекции монетного двора США, а 5 других разошлись по миру после смерти в пути при невыясненных обстоятельствах посла Эдмунда Робертса, в багаже которого находились.
После смерти короля Сиама Рамы III ему наследовал его брат, известный как Рама IV. Он подарил набор американских монет англичанке Анне Леонуэнс. В 2001 году весь набор этих монет был продан анонимным коллекционером более чем за 4 миллиона долларов.
В период с 1858 по 1860 годы служащим монетного двора Теодором Экфельдтом для коллекционеров была отчеканена небольшая серия долларов 1804 года. Нелегальные монеты подлежали уничтожению, однако семь монет сохранились до сих пор, увеличив количество «долларов 1804 года» до пятнадцати. Из этих пятнадцати — две находятся в коллекции Смитсоновского института, а одна была продана в 2008 году за 3 735 500 $.

### 5 центов с изображением Свободы V 1913 года

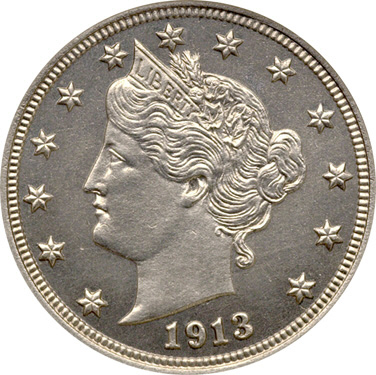
Аверс монеты

Выпуск монет данного типа был завершён в 1912 году. Однако в 1913 было отчеканено ещё по меньшей мере (известных) 5 экземпляров, по всей видимости, нелегально, одним из сотрудников монетного двора. О существовании монет данного типа 1913 года стало известно только в 1920-х годах.
Одна из этих монет была продана в 2005 году за 4 150 000 $.

### Дайм Барбера 1894—S
Дайм Барбера 1894 года S является одной из самых дорогих монет мира. Всего на монетном дворе Сан-Франциско в 1894 году (о чём свидетельствует буква «S» на реверсе) было отчеканено 24 дайма Барбера состояния «пруф». Из них на сегодняшний день известно всего лишь о девяти.
Руководитель монетного двора Сан-Франциско распорядился отчеканить столь незначительный тираж монет. Из них он дал своей дочери 3 экземпляра и сказал хранить до тех пор, пока она не достигнет его возраста, а затем продать. По пути домой на одну из монет она купила себе мороженое. Этот экземпляр известен как англ. Ice Cream Specimen. Оставшиеся 2 монеты она продала в 1950 году.
В 2007 году дайм Барбера был продан анонимному коллекционеру за 1,9 млн $.

## Символы денежных единиц США
Почти все современные денежные единицы США имеют собственные символы:
- доллар — $ (впервые встречается на денежных знаках в 1917 году),
- цент — ¢ (на денежных знаках никогда не использовался),
- милль — ₥ (на денежных знаках никогда не использовался).

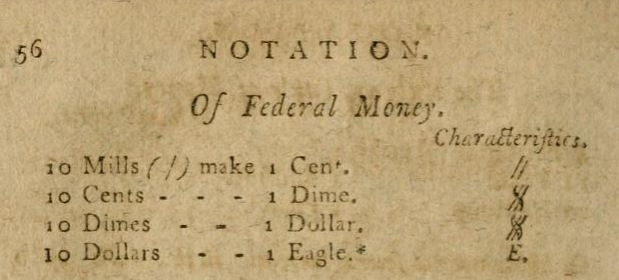
Символы милля, цента, дайма, доллара и игла, которые в 1797 году предложил Чонси Ли (Chauncey Lee)

Символ доллара в его современном начертании (буква S, перечёркнутая одной или двумя вертикальными чертами) появился в деловой переписке конца 70-х годов XVIII века. При этом параллельно использовались такие сокращения, как Doll и D. Чаще всего, как и уже распространённый в то время символ фунта (£), знак писался перед цифрами, но иногда — и после них, тогда как символы цента и милля, как правило, располагались после номинала. В печатном виде символ доллара впервые встречается в 1797 году в книге Чонси Ли (англ. Chauncey Lee) American Accomptant, где автор предложил использовать для обозначения базовых денежных единиц Америки следующие символы:
- милль — одна косая черта (/);
- цент — две косых черты (//);
- дайм — буква S, перечёркнутая двумя чёрточками;
- доллар — удвоенная буква S, перечёркнутая двумя чёрточками;
- игл (дословно «орёл», русский аналог червонец) (англ. eagle) — буква E.

То есть современному символу доллара соответствует предложенный Ли символ дайма. На денежных знаках символ $ впервые появился в 1917 году — на реверсе банкноты достоинством 1 доллар.